# Instrumentenlandesystem

ILS-Funktionsschema (GP = Gleitwegsender, L = Landekurssender, σ = Landekursebene, λ = Gleitwegebene)

Abbildung der Sendekeulen von 1f-Landekurssender (Localizer) und 1-f-Gleitwegsender (Glideslope)

Das Instrumentenlandesystem (engl. Instrument Landing System, ILS) ist ein bodengestütztes Flugnavigationsfunksystem (Aeronautical Radio Navigation System, ARNS), das von der ICAO seit 1950 Nr.2 für die weltweite Nutzung für Präzisionsanflüge (engl. Precision Approach) standardisiert ist. ILS-Systeme ermöglichen Piloten bei Tag und Nacht auch unter schlechten horizontalen und/oder vertikalen Sichtverhältnissen die Durchführung von Präzisionsanflügen nach Instrument Meteorological Conditions (IMC), sofern die genutzte Landebahn (engl. RunWaY, RWY) für die Anflugrichtung mit einem ILS der erforderlichen Kategorie (CAT, von engl. Category) ausgerüstet ist.
Ein ILS-System besteht dabei aus folgenden Komponenten:
- ILS-LocaLiZer (ILS-LLZ, 10° Breite) und den hierzu notwendigen Monitorempfängern für die horizontale Führung eines Luftfahrzeuges referenziert auf die verlängerte Landebahn-Mitte. Der ILS-LLZ strahlt dabei folgende Signale ab:
  - ILS-LLZ-Course-Signale (dt. ILS-Kurssignal) zur Führung zwischen max. ±10° bezogen auf die verlängerte Landebahn-Mitte mit bis zu 25 NM Reichweite
  - ILS-LLZ-Clearance-Signale zur Führung zwischen +10° bis max. +35° und −10° bis max. −35° bezogen auf die verlängerte Landebahn-Mitte mit bis zu 17 NM Reichweite
  - Eine drei- bis vier-stellige Id (en. Identification, dt. Identifikation oder Kennung) im internationalen Morsecode
  - optional einen Voice-Channel auf dem z. B. das ILS identifziert wird, z. B. "This is Frankfurt twenty five Left" beim ILS 25R in Frankfurt am Main

Optional können ILS-LLZ außerhalb von ±35° bezogen auf die verlängerte Landebahn-Mitte auch noch folgende, weitere Signale abstrahlen, die zur Führung zum ILS-LLZ dienen:
- "Out Of Course Clearance"-Signale bis ±180° bezogen auf die verlängerte Landebahn-Mitte mit bis zu 10 NM (ursprünglich 17 NM) Reichweite.
- Back Course, für den jedoch ICAO, anders als beim „ILS-LLZ only“-Anflugverfahren (also ohne ILS-GP) jedoch keine Standardisierung von Anflugverfahren vorsieht. In der Anzeige auf dem ILS-Indicator sind im Back-Beam die Anweisungen "Fliege Links" und "Fliege Rechts" vertauscht sind, da die 90-Hz- und 150-Hz-Information im Back-Beam vertauscht sind. Die Nutzung des Back-Course eines ILS-LLZ ist nicht von ICAO standardisiert und kann nur als Anflughilfe verwendet werden und auch nur dann wenn der ILS-Empfänger und -Indicator über die Möglichkeit verfügt, damit durch Drücken des, sofern vorhandenen, B/CRS-Buttons die 90-Hz- und 150-Hz-Information vertauscht wird, da nur so die ILS-LLZ-Kursinformation auch korrekt genutzt werden kann. Zeitweise wurde auf diese Weise das optional abgestrahlte Back-Beam-Signal eines ILS-LLZ für einen Quasi-"ILS-LLZ Only"-Anflug verwendet, wenn für die benötigte Anflugrichtung kein ILS-LLZ zur Verfügung steht. Eine solche Nutzung kommt weltweit noch vereinzelt zur Nutzung, in Europa aber nicht mehr.
- ILS-Glide-Path (ILS-GP) und den hierzu notwendigen Monitorempfängern für die vertikale Führung auf einem vorgegebenen Gleitwinkel bis zum Aufsetzpunkt auf der Landebahn. Der Gleitwinkel kann zwischen 2° und 4° bezogen auf die Horizontale liegen, wobei aber nur wenige ILS nicht einen Gleitwinkel um die 3° nutzen. Der ILS-GP strahlt dabei bezogen auf den Aufsetzpunkt und ±8° bezogen auf die verlängerte Landebahnmitte mit bis zu 10 NM nutzbarer Reichweite ab. Abweichend von ICAO-Vorgaben gibt es in Frankfurt am Main[2]AD2 EDDF 1-16 bis 1-18 und München[2]AD2 EDMM 1-13 bis 1-14 ILS-GP, die auch bis 15 NM für Anflugverfahren freigegeben sind.

Zur Erkennung des Abstandes bis zum Aufsetzpunkt werden entweder je ein
- Outer Marker (OM) im Abstand von 7200 m ±300 m zum Aufsetzpunkt, der vertikal nach oben strahlt und nur beim Überflug empfangbar ist
- Middle Marker (MM) im Abstand von 1050 m ±150 m zum Aufsetzpunkt, der vertikal nach oben strahlt und nur beim Überflug empfangbar ist
- Inner Marker (IM) kurz vor der Landebahnschwelle sind zwar noch standardisiert, finden aber, wenn überhaupt noch, so gut wie gar nicht mehr Verwendung,

und/oder
- NDB können an den Standorten der OM und MM zusätzlich als Compass Locator (LO) für Approach- und Departure-Flugverfahren aufgebaut sein.[3] Fig.14 Compass Locators haben Reichweiten zwischen 10 NM (18,5 km) und 25 NM (46,3 km).[4] Nr. 3.4

## Anflugbefeuerung
- DME/N (Distance Measuring Equipment -Narrow Spectrum) für die Messung der Schrägentfernung (engl. Slant Range Distance) zwischen dem Flugzeug zu einem definierten Punkt auf der Landebahn, z. B. dem Aufsetzpunkt, oder aber auch auf halber Länge der Landebahn, wenn das DME/N für beide möglichen Anflugrichtung verwendet werden soll. DME/N können dabei mit einer omnidirektionalen Abstrahlung betrieben werden oder mit einer gerichteten Abstrahlung nur den Anflugbereich bis zu ±35° bezogen auf die verlängerte Landebahnmitte bis zu 25 NM Reichweite abdecken.

Anmerkungen zur Abbildung "ILS Standard Characteristics and Terminology":
- Die Darstellung der Breite des ILS-GP im Azimut ist zur besseren Verständlichkeit mit 10° Breite übertrieben dargestellt, da die ILS-GP-Breite im Azimut gemäß ICAO Annex 10 auf 10°±8° und nicht ±10° bezogen auf die verlängerte Landebahnmitte definiert ist.
- Die angegebene vertikale Breite ober- und unterhalb der ILS-GP-Mitte wurde in ICAO DOC-8071 zwischen 0.8° und 1,5° Breite (full scale limits, symmetrical about axis) angegeben.[3] Fig.14 Dargestellt werden ±0.6° aus internen Schulungsunterlagen der ehemaligen Bundesanstalt für Flugsicherung (BFS), während US-FAA ±0.7° verwendet.
- Die bei ILS-LLZ-Anflügen betrieblich (bzw. operativ) maximal nutzbare Reichweite und im Azimutwinkelbereich kann je nach Flugplatz, Runway (RWY), Anflugrichtung und verwendeter ILS-Anlage, Bebauung und Gelände auch kleiner sein als die in ICAO Annex 10 für typische ILS-Installationen angegebene Coverage (dt. Abdeckung), z. B. durch Reflektionen an Gebäuden, Abschattungen durch Bebauung und/oder Gelände bedingte Einschränkungen, wie Hügel oder Berge, wofür geeignete 1f- oder 2f-ILS-LLZ-Anlagentyp zum Einsatz kommen, um den Einfluss von Reflektionen auf die Kursgenauigkeit zu minimieren.
- Die operativ bei ILS-GP-Anflügen maximal nutzbare Reichweite und im Azimutwinkelbereich, als auch vertikal im Elevationswinkelbereich kann, je nach Flugplatz, Runway, Anflugrichtung und verwendeter ILS-Anlage, Bebauung und Gelände, auch kleiner sein, als die in ICAO Annex 10 für typische ILS-Installationen angegebene Coverage (dt. Abdeckung), z. B. durch Bebauung und/oder Gelände bedingte Einschränkungen, wie z. B. abfallendes Gelände, Hügel oder Berge, wofür geeignete 1f- oder 2f-Anlagentyp des ILS-GP zum Einsatz kommen, um den Einfluss von Reflektionen auf die Genauigkeit des Gleitweges zu minimieren. In Einzelfällen sind ILS-GP auch für größere Reichweiten freigegeben, z. B. 15 NM in Frankfurt[5]AD2 EDDF 1-16 bis 1-18 und München[5]AD2 EDMM 1-13 bis 1-14
- Auch wenn für Verfahren weder "ILS Out Of Course Clearance" genutzt werden oder für "ILS Back Beam" keine Verfahren erstellt werden, werden diese bei vielen ILS-LLZ-Antennen-Arrays dennoch abgestrahlt. Je nach verwendetem Antennentyp, z. B. V-Dipole, werden "ILS-LLZ Out Of Course Clearance" oder ein "ILS Back Beam" abgestrahlt ohne dass es aus Bildern des ILS-LLZ-Antennen-Arrays direkt ersichtlich ist, im Gegensatz zu eindeutigen Fällen, wenn z. B. wie dargestellt, zusätzlich zum "ILS-LLZ Course"-Antennen-Array ein separates "ILS-LLZ-Clearance"-Antennen-Array aus V-Dipolen oberhalb oder hinter dem ILS-LLZ-Antennen-Array aufgebaut ist, welche ein "Out Of Course Clearance Signal" bis ±180° bezogen auf die verlängerte Landebahnmitte abstrahlt.
- Auch wenn eine ILS-LLZ-Anlage einen "Back Beam" abstrahlt, ist dieser nicht für ICAO-Standard-Verfahren nutzbar, da die 90-Hz- und 150-Hz-Signale vertauscht sind und somit die Anweisung "Fly Left"/ "Fly Right" auch vertauscht sind. Hierdurch führen die Anweisungen des ILS-LLZ-Indicators nicht auf die verlängerte Mitte der Landebahn. Bei manchen ILS-LLZ-Empfängern und -Indikatoren war früher über einen Schalter eine Vertauschung der 90 Hz/150 Hz-Signale im Empfänger möglich, wodurch bei Nutzung des "Back Beams" der ILS-LLZ-Indicators wie bei einem "ILS-LOC only Approach" korrekte Anzeige "Fly Left"/"Fly Right" möglich war. Wie aus der Darstellung ersichtlich, wird in der Gegenanflugrichtung kein "ILS-GP Back Course" abgestrahlt. Dass dies nicht sinnvoll wäre, ist dadurch zu erklären, dass selbst wenn in der entgegengesetzten Anflugrichtung ein Signal abgestrahlt würde, dieses Signal ein Luftfahrzeug nicht wie üblich zur Landebahnschwelle (engl. Threshold), sondern an das entgegengesetzte Ende der Landebahn, wo der Antennenmast steht, führen würde. Dadurch würden von der eigentlich zur Landung verfügbaren Länge der Landebahn nur noch ca. 280 m bis zum Ende der Landebahn verbleiben.
- DME/N können sowohl omnidirektional-strahlende Antennen (360°), bi-direktionale-strahlende Antennen (in beide möglichen Anflugrichtungen strahlend), als auch direktional-strahlende (gerichtet in eine Richtung strahlende) Antennen, die nur den Anflugbereich im Segment von ±35° bezogen auf die verlängerte Mitte der Landebahn abdecken, verwenden. DME/N-Antennen müssen nicht zwingend, wie in der Abbildung dargestellt, auf dem ILS-GP-Antennenmast angebracht sein.
- Die Geräte für ILS-LLZ, ILS-GP und Monitor können anstelle, wie in der Abbildung dargestellt, auch in einem Shelter unterirdisch untergebracht sein.
- Die Farbe des OM-Marker-Lichts war ursprünglich "Purple"[3] Nr. 6.6.2.i und wurde später auf Blau abgeändert
- Die Durchflugzeit durch die vertikal abgestrahlten Antennenkeulen der Marker ist abhängig von der Ground Speed (dt. Boden-Geschwindkeit) des Luftfahrzeuges und der verwendeten vertikalen Breite der Antennenkeule der Antennen.

Für Landungen nach Instrumentenflugregeln (IFR, englisch Instrument Flight Rules) müssen Luftfahrzeuge gemäß der Flugsicherungsausrüstung-Verordnung, FSAV § 3 mit den geforderten Bordgeräten und Anzeigeinstrumenten für Kapitän und Co-Pilot ausgerüstet sein.
Wenn im Luftfahrzeug der Autopilot (sofern vorhanden) aktiviert wird, kann der Anflug auch teilweise oder komplett automatisch durchgeführt werden.

## Geschichte
Vor der Entwicklung von ILS, die mittels Funkwellen dem Luftfahrzeugführer einen Anflug auf einen Flugplatz ermöglichten, gab es verschiedene andere Ansätze.
Im Deutschen Reich der Weimarer Republik erprobte ab 1931 die Deutsche Luft Hansa (ab 1933 Deutsche Lufthansa) das ZZ-Verfahren für Landungen bei schlechter Sicht. Dieses erste bodengestützte Landesystem war zeitaufwendig und erforderte hohen Einsatz von Pilot und Bodenpersonal. Die Peilstelle des Flughafens musste während des gesamten Anflugs Informationen an den Piloten bzw. Navigator übermitteln.
In den USA wurde 1928 mit der Entwicklung eines ersten ILS-Systems im Auftrag des Bureau of Standards for the Aeronautics Branch of the Department of Commerce begonnen. Die erste erfolgreiche Landung erfolgte am 29. September 1929 auf dem Flugplatz Mitchell Field. In den folgenden Jahren wurde das Instrumentenlandesystem weiterentwickelt. S.285 ff.

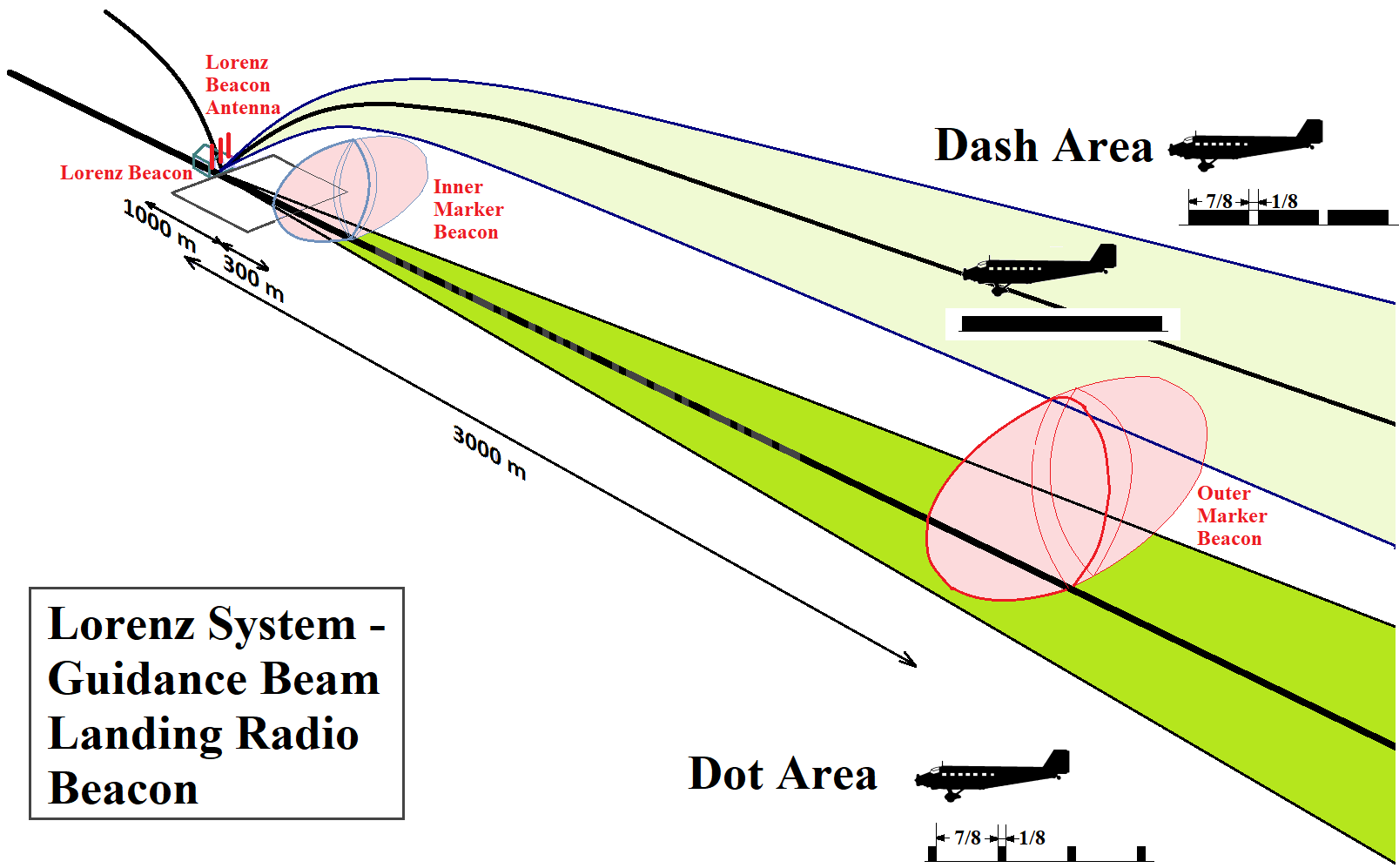
Lorenz-System – Leitstrahl-Landefunkfeuer

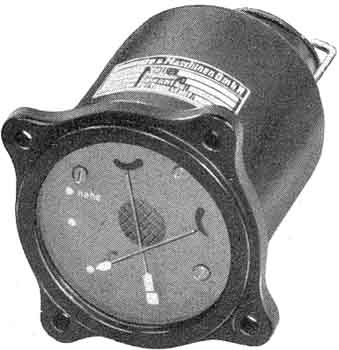
AFN 2: historisches „Anzeigegerät für Funknavigation“, Fabrikat Siemens Apparate und Maschinen (SAM), Kreuzzeigerinstrument einer Lorenz Funk-Landeanlage, 1943

Anfang der 1930er Jahre entwickelte die Berliner C. Lorenz AG ein automatisiertes Verfahren, das kein Bodenpersonal benötigte. Die C. Lorenz AG installierte 1932 das erste dieser Lande-Funkfeuer (LFF, auch „Lorenzbake“ genannt) am Flughafen Berlin-Tempelhof. Im Gegensatz zu heutigen ILS, die bezogen auf den Aufsetzpunkt einer Landebahn die Signale abstrahlen, war der Bezug der Lorenz Ultrakurzwellen-Funkbake die Rollfeldgrenze eines Flughafens, da Flugplätze damals nur in wenigen Fällen über eine Landebahn (englisch runway, RWY) verfügten. Ein weiterer Unterschied ist die Verwendung von Antennen mit vertikaler Polarisation, während das heute von ICAO standardisierte ILS-System-Antennen mit horizontaler Polarisation verwendet. Nr. 3.1.3.2.2
Dieses Landefunkfeuer bot mit dem Landekurssender zuerst lediglich eine laterale (d. h. seitliche) Führung. Zusätzlich waren zwei Einflugzeichensender (Vor- und Haupt-Einflugzeichen, VEZ und HEZ) zur Signalisierung der Rollfeldgrenze in bestimmter Entfernung vor dieser aufgestellt. Ein Gleitpfad (en. Glide Path) zur vertikalen Führung wurde zuerst noch nicht separat signalisiert. In den Folgejahren wurde auch noch an einem Gleitweg zur vertikalen Führung gearbeitet und 1937 wurde ein Patent „zur Erzeugung einer geradlinigen Gleitwegführung für Flugzeuglandezwecke“ vom Reichspatentamt erteilt.
Das Lorenz-System lieferte dem Piloten einen durchgehenden Ton, wenn er sich innerhalb weniger Grad links und rechts der verlängerten Anfluggrundlinie befand, bei einer Kursbreite von 6°.S.287 Links davon waren Punkte mit 1/7 der Dauer eines Striches zu hören, während rechts davon die Striche die 7-fache Länge eines Punktes hatten. Zur Bestimmung der Entfernung der Anfluglinie gab es einen Outer-Marker (OM, dt. Außen-Marker) in 3000 m Entfernung, sowie einen Innen-Marker (IM) in 300 m Entfernung. 1937 war das Lorenz Landesystem an deutschen Flughäfen, in Europa in London, Paris, Mailand, Stockholm, Warschau, Wien und Zürich, sowie in Japan und Russland im Einsatz. Die Nutzung weiterer Systeme in Australien, Südamerika und Südafrika war in Vorbereitung.
Die deutsche Luftwaffe stattete Ende der 1930er Jahre ihre Flugplätze und die größeren zweimotorigen Maschinen mit Lorenz-Anlagen aus (siehe auch: Lorenz Funknavigations- und Landesysteme). Im Frühjahr 1941 führten in Deutschland die Askania-Werke mit einer Junkers Ju 52/3m erste erfolgreiche Versuche mit einem vollautomatischen Landesystem durch. Das System wurde während des Zweiten Weltkriegs nicht weiterentwickelt.
Die Entwicklung eines weiteren in den USA standardisierten ILS-Systems begann im Mai 1938 mit einer Ausschreibung der U.S. CAA (U.S. Civil Aeronautics Authority). Die Anforderungen wurden zuvor bereits am 17. Dezember 1937 von der RTCA (Radio Technical Committee for Aeronautics) auf ihrem 6. Meeting definiert, aufbauend auf den vorherigen ILS-Versionen mit den neuesten damals verfügbaren Elektro-Standards (State of the Art). Der Auftrag ging an die International Telephone Development Company, Inc, die eine ILS-Testanlage bestehend aus ILS-Lokalizer (108 MHz bis 112 MHz), ILS-Gleitweg (damals noch 92 MHz bis 96 MHz) und ILS-Marker (75 MHz) in Indianapolis aufbaute. Es wurden über 50 erfolgreiche „Hooded Landings“ mit den Flugzeugtypen Douglas DC3, Boeing 247 und Waco N durchgeführt.S.288 ff.
Die Praxistauglichkeit des dort entwickelten ILS wurde am 26. Januar 1938 bewiesen, als eine Boeing 247 nach einem Flug von Washington, D.C. nach Pittsburgh (Pennsylvania) während eines Schneesturms landete und die Piloten sich dabei ausschließlich auf das ILS verlassen mussten.
Ein weiterer Entwicklungsschritt in den USA zum heutigen ILS-System, das schon weitestgehend dem ersten im ICAO Annex 10 Standard Nr.2 definierten ILS-System entsprach, war das transportable ILS SCS-51, welches damals auch als (CAA-)RTCA ILS bezeichnet wurde. S.179 ff. Für den Landekurssender des ILS SCS-51 nutzte man eine Kombination aus 5 einzelnen Alford-Loop-Antennen die auf dem Dach eines LKW montiert waren, während der Gleitwegsender an einem Mast montiert war. S.190 ff. Die US CAA unternahm ebenfalls Versuche mit einer ILS-Landekurs-Antenne, die aus 9 einzelnen Alford-Loop-Antennen bestand. S.186 ff.

## Frequenzen
Alle Frequenzen und Kennungen (engl. Identifications, ID) für ICAO Flugnavigationsfunkanlagen werden im Rahmen der Frequenzkoordinierung international koordiniert. In Europa ist dafür die European Air Navigation Planning Group - Frequency Management Group der ICAO (ICAO EANPG FMG) zuständig. Dadurch wird sichergestellt, dass es bei der Flugdurchführung innerhalb des veröffentlichten DOC-Volumens (Designated Operational Coverage), keine Störungen durch die Signale anderer ILS-Anlagen gibt, die sich innerhalb des Radiohorizonts des Flugzeuges befinden. Ferner wird durch die Frequenzkoordinierung auch sichergestellt, dass sich die Kennungen der ILS-Anlagen nicht wiederholen. Die Planungskriterien für die Frequenzen sind im "ICAO European Frequency Management Manual", dem "ICAO EUR Doc-011" festgeschrieben und werden und werden, falls nötig, jährlich angepasst.

### ILS-LLZ
ILS-Landekurssender (engl. Instrument Landing System LocaLiZer), abgekürzt ILS-LLZ, wurden früher auch ILS-LOC (engl. für ILS-LOCator) abgekürzt. Da die Abkürzung LOC zu einer Verwechslung eines ILS-LLZ mit einem als Locator genutzten NDB (en. Non Directional Beacon) führen kann, ist die Verwendung LOC nur noch selten in Dokumenten zu finden, z. B. "ILS-LOC only Approach". chapter 1, LOC ONLY
ILS-LLZ senden im VHF-Frequenzband zwischen 108,00 und 112,00 MHz auf Frequenzen mit 50 kHz Abstand. Sie nutzen Kanäle auf ungeraden 100 kHz-Frequenzen zwischen 108,10 MHz und 111,95 MHz (108,10 MHz, 108,15 MHz, 108,30 MHz usw.). Nr. 2.1.1, chapt.3, Table A Während bei 1f-ILS-LLZ der Träger auf der nominellen Kanalmitte senden, werden bei 2f-ILS-LLZ-Systemen das Course- und das Clearance-Signal als zwei separate Signale abgestrahlt, wobei die Trägermittenfrequenz des Course- und des Clearance-Signals mindestens 5 kHz und maximal 14 kHz ober- und unterhalb der nominellen Mitte eines ILS-Kanals abgestrahlt werden. Nr. 3.1.3.2.1
Sofern es sich um sogenannte 2f ILS-LLZ Anlagen handelt, werden zwei separate ILS-LLZ-Signale innerhalb eines 50 kHz breiten ILS-Kanals ausgesendet, dies sind das ILS-LLZ-Course-Signal mit bis zu 25 NM innerhalb ±10° der verlängerten Landebahn Mitte und das bezogen auf das ILS-LLZ-Signal um 10 dB (entspricht Faktor 10) schwächere ILS-LLZ-Clearance-Signal Att.C, Nr.2.7.1 mit bis zu 17 NM zwischen 10° bis 35° und −10° bis −35° der verlängerten Landebahnmitte. Damit nur das jeweils stärkere Signal das schwächere Signal aufgrund des Capture Effects störungsfrei unterdrücken kann, darf der Frequenzabstand zwischen beiden Trägern min. 5 kHz und max. 14 kHz nicht unter- bzw. überschreiten. Nr. 3.1.3.2.1
Das Frequenzband wird auch von (D)VOR und VOT genutzt, die im Bereich 108,00 bis 111,85 MHz auf geraden 100-kHz-Frequenzen (108,00 MHz, 108,05 MHz, 108,20 MHz usw.) senden chapt.3, Table A Nr. 3.1.1, und zwischen 112,00 MHz bis 117,95 alle Frequenzen nutzen. Zusätzlich ist der Bereich 108,025 MHz bis 117,975 MHz für die Nutzung von GBAS (Ground Based Augmentation System) in 25 kHz Kanalabstand verfügbar. Nr. 4.1.1

### ILS-GP
Die zu den ILS-Landekurs-Sender-Frequenzen gepaarten Frequenzen des Gleitwegsenders (Instrument Landing System-Glide Path, ILS-GP) nutzen Frequenzen im UHF-Frequenzbereich 328,6–335,4 MHz gemäß Nr. 3.1.6 .
Nur direkt im VHF-Frequenzbereich benachbarte ILS-LLZ-Frequenzen, z. B. 108,10 MHz und 108,15 MHz sind auch im UHF-Bereich direkt benachbarte Frequenzen, z. B. 334,70 MHz und 334,55 MHz.

### ILS-Marker
Alle Marker, IM (Inner-Marker), MM (Middle Marker) und OM (Outer Marker) senden im Frequenzbereich 74,6 bis 75,4 MHz auf 75 MHz ± 0,005 % Nr. 3.1.7, der auch für "En-Route VHF Marker Beacons" verwendet wird. Nr. 3.6

### ILS/DME
Sofern ein ILS mit einem DME/N (Distance Measuring Equipment - Narrow Frequency) zu einem ILS/DME gepaart wird, muss Paarung beider Frequenzen (Frequenzpaarung) gemäß Vorgaben in ICAO Annex 10 erfolgen. Table A.

### ILS/MLS/DME
Ferner ist prinzipiell auch eine Dreifach-Paarung (engl. Triple Pairing) zwischen einem ILS, MLS (Microwave Landing System) und DME/N zu einem ILS/MLS/DME von ICAO in ICAO Annex 10 vorgesehen. Table A. ILS/MLS/DME kamen bisher aber nur selten an wenigen Flugplätzen, z. B. Tests für die Genauigkeit von ILS, MLS und DGPS bei Landungen in München und London Heathrow, zum Einsatz. MLS senden im Frequenzbereich zwischen 5000 und 5150 MHz. Unabhängig davon kann in Europa aufgrund von Frequenzknappheit (engl. Frequency Congestion) derzeit, wenn überhaupt noch, keine freien Frequenzen für ein Tripple-Pairing gefunden werden.
Nach erfolgreicher internationaler Frequenzkoordinierung, technischer und operativer Freigabe werden die Daten der ILS-Anlagen inklusive deren Sendefrequenzen unter anderem in Luftfahrtkarten und der IFR-AIP (Luftfahrthandbuch) veröffentlicht.

## Identification (Kennung)
Damit der Pilot eindeutig feststellen kann, mit welchen Navigationsanlagen er navigiert, strahlen Instrumentenlandesysteme und die dazu gepaarten Anlagen, mit Ausnahme des Gleitwegsenders, mit ihren Signalen Kennungen (engl. Identification, ID) aus. Durch die (bereits oben erwähnte) internationale Koordinierung wird die Eindeutigkeit dieser Kennungen innerhalb des Radiohorizonts sichergestellt.

### ILS-LLZ
Die ILS-LLZ-Anlagen nutzen eine Kennung aus bis zu vier Zeichen, die mit Hilfe eines Morse-Code durch Tastung eines 1020-Hz-Tons abgestrahlt werden. Nr. 3.1.3.9 Sofern 4 Zeichen zur Identifizierung verwendet werden, ist das 1. Zeichen ein "I", so wird z. B. die 3-stellige Identifikation "FSW", als 4-stellige Identification zu "IFSW". Optional ist auch die Aufsprache, z. B. "This is Frankfurt ILS 25L" über den Voice Channel eines ILS-LLZ möglich, wird aber nur noch selten genutzt. Nr. 3.1.3.8

### ILS-GP
ILS-GP Sender strahlen keine eigene Kennung aus und sind daher zur Identifizierung auf die Kennung des frequenzgepaarten ILS-LLZ angewiesen.

### VHF-Marker-Beacons
VHF-Marker-Beacons, die in einem ILS-System genutzt werden, senden sie alle auf der gleichen Frequenz (75 MHz). Die ausgestrahlte Kennung ist nur während des Überfluges hörbar:
- ILS-OM: ILS-OM-Beacons senden 2 Striche pro Sekunde, die durch Tastung eines 400-Hz-Tons erzeugt werden. Die Tastgeschwindigkeit wurde mit 2 Strichen pro Sekunde definiert[4] Nr. 3.1.7 c)
- ILS-MM: ILS-MM-Beacons senden dauerhaft abwechselnd Punkte und Striche aus, die durch Tastung eines 1.300-Hz-Tons erzeugt werden. Die Tastgeschwindigkeit wurde mit 2 Striche pro Sekunde und 6 Punkte pro Sekunde definiert.[4] Nr. 3.1.7 b)
- ILS-IM: ILS-MM-Beacons senden 6 Punkte pro Sekunde, die durch Tastung eines 3.000-Hz-Tons erzeugt wird. Die Tastgeschwindigkeit wurde mit 6 Punkte pro Sekunde definiert.[4] Nr. 3.1.7 a)

### ILS/DME (DME/N)
Sofern ein DME/N mit einem ILS-System frequenzgepaart ist, muss das DME/N die ID des ILS-LLZ entsprechend den Vorgaben für DME abstrahlen. Bei einer ILS-LLZ-ID mit 3 Buchstaben von z. B. "FSW", muss das frequenzgepaarte DME auch die ID "FSW" abstrahlen und bei einer ILS-LLZ-ID mit 4 Buchstaben, wobei der erste Buchstabe immer in "I" sein muss, die ID "IFSW".

### ILS/MLS/DME
ICAO hat auch das Tripple Pairing zwischen einem ILS, einem DME/N und einem MLS definiert, was aber bisher nur selten an wenigen Flugplätzen, z. B. Tests für die Genauigkeit von ILS, MLS und DGPS bei Landungen in München und London Heathrow, zum Einsatz kam. Da in ICAO Annex 10 aber der erste Buchstabe bei MLS-Anlagen fest als ein 'M' definiert wurde, würde wenn das ILS z. B. die Kennung 'FSW' oder 'IFSW' abstrahlt das MLS dennoch die Identifikation 'MFSW' aussenden.

## ILS-Signale

### ILS-LLZ: CDSB-Amplitudenmodulations-Signale, Erzeugung der DDM im Fernfeld des ILS-LLZ-Antennen-Arrays
Bei allen ILS-LLZ werden zur Erzeugung der DDM im Raum jeweils zwei Sender benötigt.
Der erste Sender erzeugt das sogenannte CSB-Signal (en. Carrier Sideband-Signal) bei dem der Träger, dessen Frequenz fc beträgt, mit zwei Tönen amplitudenmoduliert wird. Die Modulationsart ist CDSB (en. Carrier Double Side Band). Der zweite Sender erzeugt das sogenannte SBO-Signal (en. Side Band Only) bei dem eine Amplitudenmodulation mit zwei Seitenbändern, die mit einem 90-Hz- und 150-Hz-Ton moduliert sind, erzeugt werden, jedoch wird kein Träger erzeugt und ausgestrahlt, Modulationsart DSB-SC (en. Double Side Band -Suppressed Carrier). Bei 2f-ILS-GP-Systemen werden dementsprechend 4 Sender benötigt.
Alle für einen ILS-LLZ notwendigen Modulationssignale werden auf den Träger eines amplitudenmodulierten ILS-LLZ-Senders unter Nutzung von CDSB (en. Carrier Double Side Band) Amplitudenmodulation aufmoduliert. Dieser Sender erzeugt das sogenannte Carrier Sideband Signal (CSB-Signal). Ein zweiter Sender erzeugt ein sogenanntes Side Band Only-Signal (SBO-Signal) bei dem eine Amplitudenmodulation mit zwei Seitenbändern, die mit einem 90-Hz- und 150-Hz-Ton moduliert sind, erzeugt werden, jedoch wird kein Träger erzeugt und ausgestrahlt, Modulationsart DSB-SC (en. Double Side Band -Suppressed Carrier).
Die DDM (en. Difference in Depth of Modulation) entsteht erst im Fernfeld eines ILS-LLZ-Antennen-Arrays. Hierzu werden die Antennen jeweils mit anderer Phase und Amplitude aus dem CSB- und dem CSO-Sendern gespeist. Je nach Position im Raum in Bezug auf die verlängerte RWY Center Line variiert das DDM in der Horizontalen. In der verlängerten Anfluggrundlinie (engl. Runway Center Line) ist der Modulationsgrad des 90-Hz- und des 150-Hz-Tons auf der verlängerten RWY-Centerline (Landebahnmitte) gleich, beim Anflug links davon überwiegt der Modulationsgrad des 90-Hz-Tons und rechts davon der Modulationsgrad des 150-Hz-Tons.
Der CSB und CSO werden immer mit einem 90-Hz- und einem 150-Hz-Ton moduliert, wobei für den 90-Hz- und den 150-Hz-Ton ein Modulationsgrad zwischen m = 0,18 und m = 0,22 (entspricht 18 % und 22 % Modulationsgrad) festgelegt wurde. Nr. 3.1.3.5.2
Zusätzlich wird alle 30 bis 40 Sekunden eine Identifikation, die aus bis zu 4 Zeichen im Morsecode bestehen kann, ausgestrahlt. Hierzu wird ein 1020 Hz-Ton durch OOK (engl. On Off Keying) moduliert. Bei Nutzung von 4 Stellen ist das erste Zeichen immer ein "I". Der Morsecode wird durch Ein-/Aus-Tastung eines 1020 Hz-Tons mit CDSB-Amplitudenmodulation erzeugt, wobei ein Modulationsgrad zwischen m = 0,05 und m = 0,15 (entspricht 5 % und 15 % Modulationsgrad) festgelegt wurde. Nr. 3.2.1.9
Optional kann zusätzlich ein Voice-Channel (dt. Sprachkanal) ausgestrahlt werden, wobei der Frequenzgang auf 300 Hz bis 3000 Hz begrenzt ist, und der Modulationsgrad nicht m = 0,5 (entspricht 50 % Modulationsgrad) überschreiten darf. Nr. 3.1.3.8
| ILS-Komponente | Modulationssignale         | HF-Spektrum des empfangenen CDSB-modulierten ILS-LLZ Signals am Eingang des ILS-GP-Bordempfängers |
| -------------- | -------------------------- | ------------------------------------------------------------------------------------------------- |
| 1f ILS-LLZ     | ILS-LLZ Modulationssignale |                                                                                                   |

### ILS-GP: CDSB Amplitudenmodulations-Signale, Erzeugung der DDM im Fernfeld des ILS-GP-Antennen-Arrays
Bei allen ILS-GP werden zur Erzeugung der DDM im Raum jeweils zwei Sender benötigt.
Der erste Sender erzeugt das sogenannte CSB (en. Carrier Sideband Signal) Signal bei dem der Träger, dessen Frequenz fc beträgt, mit zwei Tönen amplitudenmoduliert wird. Die Modulationsart ist CDSB (en. Carrier Double Side Band). Der zweite Sender erzeugt das sogenannte SBO (en. Side Band Only) Signal bei dem eine Amplitudenmodulation mit zwei Seitenbändern, die mit einem 90-Hz- und 150-Hz-Ton moduliert sind, erzeugt werden, jedoch wird kein Träger erzeugt und ausgestrahlt, Modulationsart DSB-SC (engl. Double Side Band -Suppressed Carrier). Bei 2f-ILS-GP-Systemen werden dementsprechend 4 Sender benötigt.
Die DDM (en. Difference in Depth of Modulation) entsteht erst im Fernfeld eines ILS-GP-Antennen-Arrays. Hierzu werden die Antennen jeweils mit anderer Phase und Amplitude aus dem CSB- und dem CSO-Sendern gespeist. Je nach Position im Raum in Bezug auf die verlängerte RWY Center Line variiert das DDM in der Vertikalen. In der verlängerten Anfluggrundlinie (engl. Runway Center Line) ist der Modulationsgrad des 90-Hz- und des 150-Hz-Tons bei dem vorgegebenen Gleitwegwinkel gleich, beim Anflug darüber überwiegt der Modulationsgrad des 90-Hz-Tons und darunter der Modulationsgrad des 150-Hz-Tons.
| ILS-Komponente | Modulationssignale | HF-Spektrum des empfangenen CDSB-modulierten Signals am Eingang des ILS-GP-Bordempfängers |
| -------------- | ------------------ | ----------------------------------------------------------------------------------------- |
| 1f ILS-GP      |                    |                                                                                           |

### ILS-Marker: CDSB-Amplitudenmodulations-Signale
Bei allen ILS-Marker wird der Träger, dessen Frequenz fc beträgt, jeweils mit einem Ton (OM = 400 Hz, MM = 1300 kHz und IM = 3000 Hz) amplitudenmoduliert, Modulationsart CDSB (en. Carrier Double Side Band). Jeder der Töne wird durch OOK (Ein-, Aus-Tastung) moduliert und durch eine Folge von "dahs" (beim Outer Marker), "dit-dah" (beim Middle Marker) oder "dits" (beim Inner Marker) eindeutig identifiziert. Ähnlich wie bei pulsmodulierten Modulationsarten entstehen beim On Off Keying (OOK) eines Tons auch Seitenbänder. Deren Breite ist abhängig von An-, Abfallzeit und Einschaltdauer ähnlich dem Spektrum von Pulsen variiert und das Hochfrequenz-Spektrum gegenüber nicht mit OOK modulierten Tönen geringfügig verbreitert.
| ILS-Komponente | Modulationssignal | HF-Spektrum des CDSB-modulierten Signals |
| -------------- | ----------------- | ---------------------------------------- |
| ILS-MM         |                   |                                          |
| ILS-MM         |                   |                                          |

## ILS-Komponenten
Ein 1f-ILS-System besteht aus maximal fünf aktiven Sendern (ILS-LLZ, ILS-GP, IM, MM, OM) und Reservesendern, die im Störungsfall verzögerungsfrei den Betrieb des gestörten Senders übernehmen. ILS-LLZ und ILS-GP bestehen intern aus weiteren Sendern, deren Signale kombiniert werden. Dem Landekurssender (engl. Localizer, LOC, alt LLZ), der die seitliche Abweichung des Landekurses bezogen auf die RWY-Mitte des anfliegenden Flugzeugs anzeigt, dem ILS-GP (Glide Path), der seine vertikale Abweichung vom Gleitweg, häufig 3°, anzeigt, sowie dem IM (Inner-Marker), MM (Middle Marker) und OM (Outer Marker), wobei jeweils ein Ersatzsender im Hot-Standby betrieben wird.Nr. 3.1.
Bei 2f-ILS-Systemen (zwei Frequenzen) erhöht sich die Senderzahl auf maximal sieben Sender incl. Reservesendern, die im Störungsfall verzögerungsfrei den Betrieb des gestörten Senders übernehmen. ILS-LLZ und ILS-GP bestehen intern aus weiteren Sendern, deren Signale kombiniert werden. Nr. 3.1. Bei 2f-ILS-Systemen werden zwei separate Sender, die zwei verschiedene Antennendiagramme verwenden, genutzt, z. B. beim ILS-LLZ wird ein schwächeres Signal für das Clearance-Signal und ein stärkeres Signal für das Course-Signal erzeugt. Aufgrund des Capture-Effects wird im ILS-LLZ- und ILS-GP-Empfänger das jeweils schwächere Signal der ILS-LLZ- oder ILS-GP-Sender ausreichend unterdrückt. ICAO definiert, dass die Signalstärke des Trägers, in dessen Bereich sich ein Luftfahrzeug befindet, also bei ILS-LLZ-Course oder -Clearance, um mindestens 10 dB stärker sein muss, als der Träger des benachbarten unerwünschten Signals. Nr. 3.1.3.3.4
Zum Betrieb und Überwachung der ordnungsgemäßen Funktion eines ILS-Systems werden zusätzlich zu der in jedem Sender vorhandenen internen Überwachungseinrichtung zusätzliche externe Überwachungsempfänger benötigt. Diese Monitor-Empfänger überwachen die abgestrahlten Signale und schalten das gesamte System ab, wenn die Signale außerhalb einer festgelegten Toleranz liegen. Bei CAT-I-fähigen ILS-Anlagen wird ein NFM (Nahfeldmonitor) und bei CAT-II/III-fähigen ILS-Anlagen ein zusätzlicher Fernfeldmonitor, FFM gefordert. Nr. 3.1.2.1.
Zur Signalisierung der Entfernung zum Landebahnanfang können bis zu drei Marker zum Einsatz kommen, die aber alternativ durch eine DME-Anlage ersetzt oder ergänzt werden können. Att. C, Nr. 2.11 In Deutschland sind keine Inner-Marker mehr in Betrieb. Ferner werden, soweit operationell gefordert, die ILS-Anlagen auf ILS/DME-Systeme ohne Nutzung von Marker-Beacons umgestellt.AD Flugplätze Bei einem ILS/DME werden das Voreinflugzeichen (OM) und das Haupteinflugzeichen (MM) durch ein sogenanntes DME-Reading ersetzt. Bei Kombinationen eines ILS mit einem DME/N zu einem ILS/DME und bei Kombination von ILS, MLS und DME/N zu einem ILS/MLS/DME ist eine Frequenzpaarung gemäß Annex 10 Vol.I Table A. zwingend erforderlich. Table A.

### ILS-LLZ

#### ILS-LLZ-Sender
ILS-LLZ Sender bestehen intern aus mehreren Sendern zur Erzeugung eines AM-Signals mit Träger und beiden Seitenbändern oder en. Carrier Side Band (CSB) und Seitenbänder ohne Träger oder en. Side Band Only (SBO). Bei 2f-ILS-LLZ-Systemen werden weitere Sender für das Clearance-Signal benötigt, die alle in Amplituden und Phase gesondert in die einzelnen Antennen eines der ILS-LLZ-Antennenarrays eingespeist werden. Dabei wird das Course- und das Clearance-Signal getrennt mindestens 5 kHz und max. 14 kHz ober- und unterhalb der nominellen Mitte eines ILS-Kanals abgestrahlt. Nr. 3.1.3.2.1 Die unmodulierte Senderausgangsleistung der ILS-LLZ-Sender im Bereich von 108,10 MHz bis 111,95 MHz kann bei 1f-ILS-LLZ-Sendern bis zu 25 W und bei 2f-ILS-LLZ-Sendern bis zu 25 W betragen, variiert aber u. a. auch mit dem Antennengewinn und Verluste im Antennen-Koppelfeld und in den verwendeten Kabeln.

#### ILS-LLZ-Antennen-Array

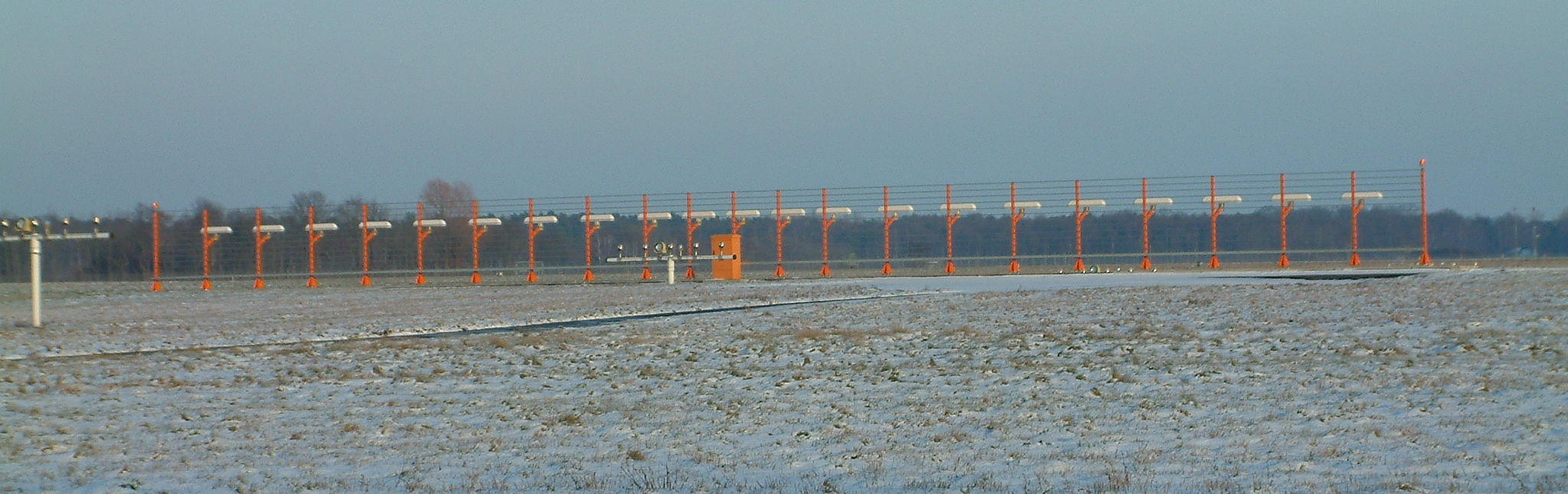
ILS-LLZ-Antennen-Array aus Dipolen vor einer Reflektor-Wand der Landebahn 27R des Flughafens Hannover (EDDV/HAJ), Blick von der Rückseite

Ein ILS-LLZ-Antennen-Array besteht aus mindestens drei Antennen mit horizontaler Polarisation Nr. 3.1.3.2.2 wenn diese im Brennpunkt eines parabolförmigen Reflektors Fig. Q-17 stehen. Diese dienen zur Erzeugung des Antennenpatterns für die Abstrahlung der Course-Signale (dt. Kurs-Signale) bei der links der verlängerten RWY-Centerline (dt. verlängerte RWY-Mittellinie) die Modulation des 90-Hz-Tons und rechts die Modulation des 150-Hz-Tons überwiegt. Auf der verlängerten RWY-Centerline ist der Modulationsgrad des 90-Hz- und des 150-Hz-Tons identisch. Sofern auch ein Clearance-Antennendiagramm erzeugt wird, werden min. 5 Antennen verwendet.
Bei 2f-ILS-LLZ-Systemen wird für die Abstrahlung des Clearance-Signale bzw. Omnidirectional Clearance entweder ein weiteres separates Antennenarray aus drei bis fünf Antennen benötigt, App.H und Fig. Q-17 welches entweder vertikal über dem für die Erzeugung des Course-Antennenpattern verwendeten Antennenarray oder aber i. d. R. dahinter angeordnet sind. Neuere Designs von ILS-LLZ-Antennen-Arrays speisen einzelne Elemente des Course-Antennenarrays zusätzlich mit dem für die Erzeugung des (Omnidirectional)-Clearance-Antennenpatterns benötigten Signale. Dabei wird das Course- und das Clearance-Signal getrennt mindestens 5 kHz und max. 14 kHz ober- und unterhalb der nominellen Mitte eines ILS-Kanals abgestrahlt. Nr. 3.1.3.2.1
ILS-LLZ-Antennen-Arrays zur Erzeugung der jeweils benötigten Strahlungsdiagramme der Course- und (Omnidirectional)-Clearance-Antennen stehen circa 300 m auf der beim Landeanflug auf eine RWY (RunWaY) dem Aufsetzpunkt (en. Touch Down Point) gegenüberliegenden RWY-Seite, bzw. dem Aufsetzpunkt eines um 180° versetzten Anflugrichtung auf die gleiche RWY.
Anstelle der ursprünglich als Standard verwendeten Alford-Loop-Antennen S.285 ff. ,  App.E wurden später verschiedene, andere horizontal polarisierte Antennen eingesetzt, um gerichtete ILS-LLZ-Abstrahlung zu ermöglichen, z. B. Nutzung von Alford Loop im Brennpunkt eines parabolförmigen Reflektors, oder lineare Arrays mit Alford-Loop-Antennen, Sloted-Wave-Guides-Antennen (Hornstrahler), bei dem ILS-LLZ Typ STAN-37, App. I LPD-Antennen, App.F, Yagi Antennen, sowie einige nicht so gebräuchliche Antennen-Designs wie die Twin-Tee-Antenne App.D, Travelling-Wave-Antenne,,  App.K End-Fire-Travelling-Wave-Antenne, App.J oder V-Ring-Antenne. App.L
Durch die zunehmende Bebauung im Flughafenbereich kommt es zu Reflexionen am Terminal oder anderen Gebäuden, die zu Störungen des Course-Signals führen. Daher wurden zunehmend schmälere Antennendiagramme für das Course-Signal verwendet, um Reflexionen zu minimieren. Da jedoch auch Reflexionen der (Omnidirectional)-Clearance-Signale zu Kurs-Verwerfungen (en. Scalloping) führen, begann ab circa 1951 die Entwicklung von 2f-ILS-LLZ-Systemen, die für die Abstrahlung der Course-Signale-Antennenarrays, die beim ILS MRN-7 aus 12 λ/2-Dipol-Antennen mit vertikalem Reflektor für das Course-Antennendiagramm und 3 weiteren, leicht erhöht aufgebauten, Antennen für die Erzeugung des Antennendiagramms der "Omnidirectional-Clearance-Antennen" bestand. S.192,  App.H Teilweise werden die λ/2-Dipol-Antennen auch in einem Winkel-Reflektor platziert, um Einflüsse vom Boden zu minimieren.
ILS-LLZ-Antennenarrays mit weniger als 12 Antennen findet man an Flughäfen mit starker Bebauung nur noch selten, eher werden 20 oder mehr Antennen verwendet. Heutige ILS-LLZ-Antennen-Arrays können zur Minimierung von Reflexionen daher aus bis zu 32 einzelnen Antennen bestehen. Beim ILS-LLZ-Antennen-Array vom Typ Normac 7232A werden 32 LPD-Antennen verwendet, wodurch bei einer effektiven Antennenfläche (en. Antenna Aperture) von 75 m Breite ein Antennen-Diagramm von nur ±1,4° Breite erzeugt wird.

#### ILS-LLZ: Erzeugung der DDM im Raum
Die DDM (Difference in Depth of Modulation, dt. Differenz im Modulations-Index des 90-Hz- und des 150-Hz-Tons, bzw. in der Depth of Modulation) wird nicht im ILS-LLZ Sender auf die ILS-LLZ Trägerfrequenz aufmoduliert, sondern entsteht erst im Fernfeld (en. Farfield) des ILS-LLZ-Antennen-Arrays. Der notwendige Abstand bis sich die Empfangsantenne im Fernfeld des ILS-LLZ-Antennen-Arrays befindet, errechnet sich zu {\displaystyle d_{\text{min}}\geq d_{\text{Farfield}}={\frac {2\cdot d_{\text{Breite}}^{2}}{\lambda }}}
Dabei sind dBreite [m] die maximale physische Abmessung des ILS-LLZ-Antennen-Arrays und λ [m] die Wellenlänge.
Bei ~27 m Breite eines ILS-LLZ-Antennen-Arrays bestehend aus 12 Dipolantennen-Elementen vor einer Reflektorwand (SEL 12+3 Antenne, ILS-4000) wird bei λ = 2,775 m (108.100 MHz) bei der tiefsten definierten ILS-LLZ Frequenz ein Mindestabstand dfarfield ≥530 m zum ILS-LLZ-Antennen-Arrays benötigt, damit die Empfängerantenne des Luftfahrzeuges sich noch im Fernfeld des ILS-LLZ-Antennen-Arrays befindet. Bei 49 m Breite eines ILS-LLZ-Antennen-Arrays mit 20 Dipol-Antennen-Elementen vor einer Reflektorwand (SEL 20+5 Antenne ILS-4000) ist der Mindestabstand schon dfarfield ≥1730 m. Eine weitere Verbreiterung des ILS-LLZ-Antennen-Arrays auf 75 m mit 32 LPD-Antennen-Elementen (Normac 7000 Ultra-Wide ILS-LLZ-Antennen-Arrays) wird ein Mindestabstand von dfarfield ≥ 2775 m benötigt.
Zur Erzeugung des DDM des ILS-LLZ zwischen dem 90-Hz- und 150-Hz-Signal im Raum, d. h. links und rechts der verlängerten Landebahn-Mittellinie werden die Antennen über ein Antennen-Verteilungsnetzwerk mit CSB-Signal (Carrier Side Band, dt. Amplitudenmodulation mit beiden Seitenbänder und vollem Träger) und dem SBO-Signal (Side Bands Only, dt. AM ohne Träger mit beiden Seitenbändern) gespeist. Zur Erzeugung des DDM zwischen dem 90-Hz- und dem 150-Hz-Ton im Raum werden minimal 3 Antennen benötigt (siehe Abbildung). ILS-LLZ-Antennen-Arrays nutzen zwischen 5 und 32 (Richt-)Antennen, mit oder ohne Reflektor. Je mehr Antennen verwendet und je größer der Gewinn einer einzelnen (Richt-)Antenne oder durch Nutzung eines Reflektors ist, desto schmäler wird die Keule des ILS-LLZ Course-Signals.
Entlang der Anfluggrundlinie besteht ein Strahlungsmaximum, wodurch der Modulations-Index des 90-Hz- und des 150-Hz-Tons gleich ist. Die Strahlungsmaxima liegen beiderseits der Anfluggrundlinie, während auf dieser das DDM zu null wird. So entstehen links und rechts der Bahn zwei Modulationsfelder, die sich in der Mitte überlagern. Der Localizer-Empfänger im Flugzeug misst die Differenz der Modulationstiefe (engl. Difference in the Depth of Modulation, DDM) von 90-Hz- und 150-Hz-Signal. Auf der Anfluggrundlinie beträgt die Modulationstiefe für jede modulierte Frequenz 20 %, Nr. 3.1.3.5 die Differenz wird zu null, die senkrechte Nadel des Anzeigeinstruments steht in der Mitte. Nach links abweichend von der Anfluggrundlinie nimmt der Modulationsgrad des 90-Hz-Signals zu, während er für das 150-Hz-Signal gleichzeitig abnimmt, die senkrechte Nadel des Anzeigeinstruments wandert nach rechts und weist den Piloten nach rechts ("fly into the needle"), um wieder auf die Landebahnmitte zuzufliegen. Abweichend von der Anfluggrundlinie in die andere Richtung nimmt der Modulationsgrad des 90-Hz-Signals ab, während er für das 150-Hz-Signal gleichzeitig zunimmt, die senkrechte Nadel des Anzeigeinstruments wandert nach links und weist den Piloten nach links, um wieder auf die Landebahnmitte zuzufliegen.

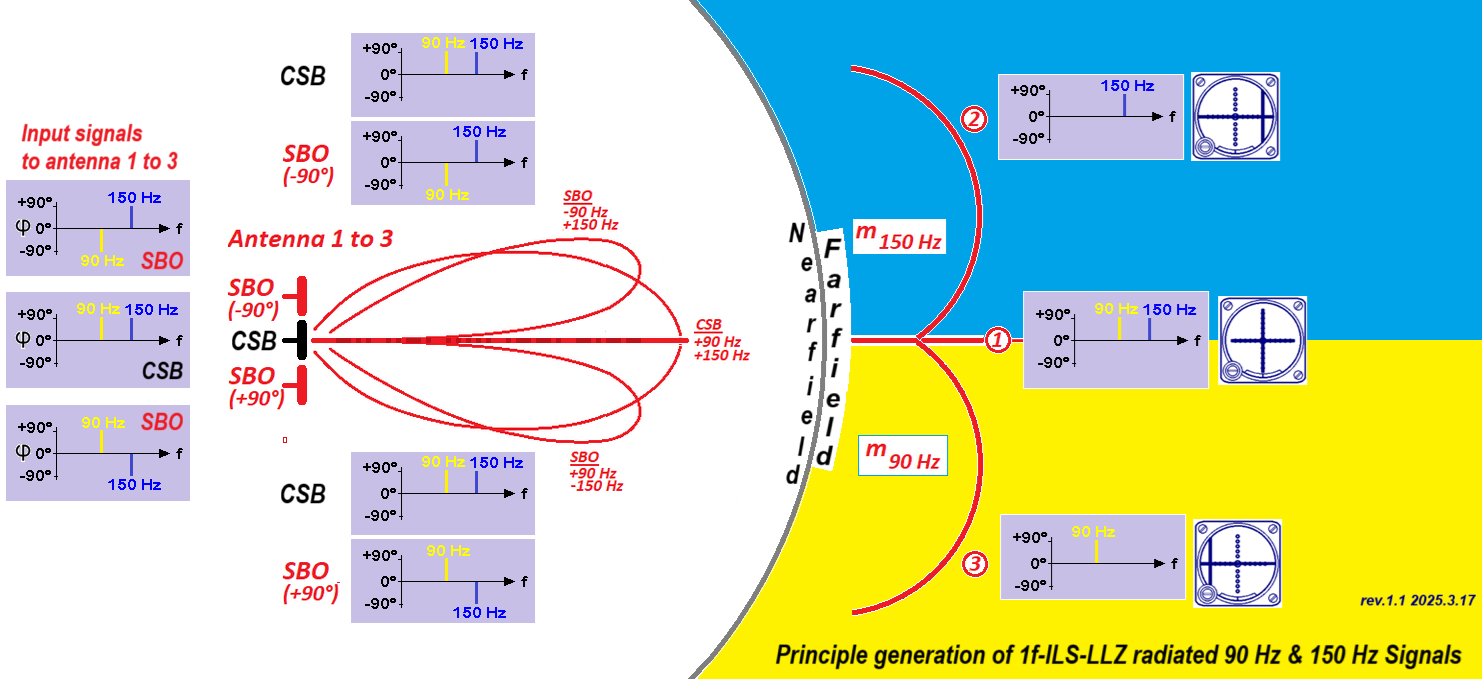
Prinzip der Erzeugung der im Fernfeld der 1f-ILS-LLZ-Antennen-Arrays empfangenen 90-Hz- und 150-Hz-Signale

Die Modulationsgraddifferenz, DDM zwischen den zwei Signalen verändert sich links und rechts der verlängerten Center-Line (Landebahn-Mitte) linear in Abhängigkeit von der Position des anfliegenden Flugzeugs bis zum jeweiligen Vollausschlag des Zeigerinstrumentes (Kreuzzeiger, crosspointer) bei 5 Punkten, was einer DDM von 15,5 % entspricht. Die Anfluggrundlinie wird also gebildet als Linie mit konstanter DDM = 0 bei dem der Modulationsgrad der 90 Hz und 150 Hz gleich ist.
Die Erzeugung des richtungsabhängigen Modulationsgrads im Raum kann am einfachsten mit 3 Antennen erklärt werden, die zwei unterschiedliche Strahlungsdiagramme erzeugen und mit dem CSB-, SBO-90°- und SBO+90°-Signal gespeist werden. Es werden hierzu folgende Signale abgestrahlt:
a.) in die mittlere Antenne wird das CSB-Signal eingespeist und in Kursrichtung, der Anflugrichtung, mit maximaler Feldstärke abgestrahlt. Das CSB-Signal ist mit 90 Hz und 150 Hz mit gleicher Phase, +90° und +150° mit gleichem Modulationsgrad als amplitudenmoduliertes Signal mit Träger und zwei Seitenbändern (CDSB) ausgestrahlt
b.) das SBO-Signal wird gegenphasig in die beiden äußeren Antennen eingespeist und abgestrahlt. Das SBO-Signal ist ein mit 90 Hz und 150 Hz amplitudenmoduliertes Signal mit zwei Seitenbändern, aber ohne Träger (DSB-SC). Durch die gegenphasige Speisung jeweils einer Frequenz wird die jeweils ungewollte Frequenz im Fernfeld ausgelöscht. Bei der Antenne auf der Seite, bei der das 90-Hz-Signal überwiegen soll, wird das 150-Hz-Signal gegenphasig eingespeist und bei der Seite, bei der das 150-Hz-Signal überwiegen soll, wird das 90-Hz-Signal gegenphasig eingespeist. Beim Anflug auf das ILS-LLZ-Antennen-Array bildet sich in Kursmitte eine Nullstelle in den überlagerten Strahlungsdiagrammen. Links und rechts des Kurses betragen die Phasenlagen für eine Modulation jeweils −90° und +90°.
Das effektive am Luftfahrzeugempfänger empfangene Signal entsteht durch Überlagerung der beiden Strahlungsdiagramme, wodurch auf Punkt 1 der Kurslinie bzw. der verlängerten Landebahnmitte nur das CSB-Signal empfangen wird, bei dem das 90-Hz- und das 150-Hz-Signal den gleichen Modulationsgrad oder ein DDM = 0 aufweisen.
Je weiter der Standort des Luftfahrzeuges links oder rechts von der verlängerten Landebahnmitte abweicht, desto stärker verändert sich durch Überlagerung des CSB- und des SBO-Signals das DDM zwischen dem 90-Hz- und dem 150-Hz-Ton.
Das Feld von der SBO-Antennen überlagert sich mit dem Feld der CSB-Antenne an Punkt 2, wobei hier das 150-Hz-Signal und damit das DDM des 150-Hz-Tons gegenüber dem 90-Hz-Ton überwiegt und dadurch m150 Hz > m90 Hz ist und der ILS-LLZ Course Indicator auf dem Kreuzzeigerinstrument "Fly Left" anzeigt.
An Punkt 3 überlagert sich auch das Feld der SBO-Antennen mit dem Feld der CSB-Antenne, wobei hier das 90-Hz-Signal und damit das DDM des 90-Hz-Tons gegenüber dem 150-Hz-Ton überwiegt und dadurch m90 Hz > m150 Hz ist und der ILS-LLZ Course Indicator auf dem Kreuzzeigerinstrument "Fly Right" anzeigt.

##### ILS-LLZ-Kursbreite
Das DDM soll links und rechts von Kursmitte bis zu einem maximalen DDM von 18 % linear ansteigen. Bei einem DDM von 15,5 % soll der Kreuzzeiger am, für den ILS-LLZ genutzten Nadel im Indikator, einen Vollauschlag von 5 Punkten entsprechend 150 µA besitzen.
Als Kursbreite (en. course-width) wird der Winkel zwischen der 5-Punkte-Anzeige "Fly Left" bis zur 5-Punkte-Anzeige "Fly Right" definiert. Die Kursbreite variiert mit der Länge der Landebahn. Deshalb muss das Strahlungsdiagramm im Azimut jeweils an die Länge der Landebahn angepasst werden. Dann ergibt sich, dass an der Ladebahnschwelle (dem ILS-Bezugspunkt) der Abstand zwischen beiden 15,5-%-DDM-Werten ca. 210 m beträgt. Die notwendige Kursbreite für 210 m in Abhängigkeit der Läge der Landebahn kann mit folgender Formel beschrieben werden:
BreiteLLZ-Kurs = 2 · arctan (105 [m] / LRwy [m])
Da die Kursbreite, abhängig vom Verhältnis der abgestrahlten Leistungen (engl. Power, P) des CSB-Signals (CPB-Power, PCSB) und des SBO-Signals (SBO-Power, PSBO) ist, kann die Kursbreite durch Verringerung bzw. Erhöhung der abgestrahlten SBO-Leistung angepasst werden. Hierbei wird die Kursbreite schmäler, wenn die abgestrahlte Leistung des SBO-Signals erhöht wird. Eine Verbreiterung der Kursbreite erfolgt, wenn die abgestrahlte Leistung des SBO-Signals reduziert wird.

#### ILS-LLZ-Backbeam
Die ersten ILS-LLZ-Antennen-Arrays nutzten weder Antennen mit einer vorwiegenden Abstrahlung in eine Hauptrichtung, wie z. B. LPD- oder Yagi-Antennen, oder durch Konzentrierung der Abstrahlung in eine Hauptrichtung durch Nutzung von Reflektoren. Daher wird bei solchen ILS-LLZ-Antennenarrays zusätzlich zu der für den Präzisionsanflug genutzten Anflugrichtung auch ein ILS-Backbeam des genutzten ILS-LLZ, um 180° versetzt in die Gegenrichtung abgestrahlt. Wenn sich wirtschaftlich kein zweites separates ILS für die Gegenrichtung rentierte, wurde an manchen Flugplätzen der Backbeam des ILS-LLZ für viele Jahre für Non-Precision-Approaches verwendet.
Für ein ILS-Precision-Approach fehlen beim Backbeam-APP jedoch sowohl die Gleitwegführung durch ein ILS-GP, die zur Überwachung der Gültigkeit des ILS-LLZ-Kurses und der Kurs-Breite notwendigen Nah- und Fernfeld-Monitore und es wird im Backbeam kein gültiges Kurssignal abgestrahlt, da beim Empfang des ILS-LLZ-Signals links und rechts gegenüber der Ausrichtung beim Anflug in der Hauptanflugrichtung des ILS vertauscht ("gespiegelt") sind. Beim Backbeam-Anflug erhält man daher eine vertauschte ILS-Localizer-Anzeige. Wenn man z. B. zu weit rechts empfängt, muss man entgegengesetzt steuern, also nach rechts, um auf den richtigen Kurs zu kommen.
Bei Nutzung des Backbeam oder Backcourse ist daher nur ein Non-Precision-Anflug mit sehr hohen Mindestsinkflughöhen MDA/MDH möglich. In Europa existiert kein Backbeam-Anflugverfahren mehr.

### ILS-GP (ILS-Gleitweg)

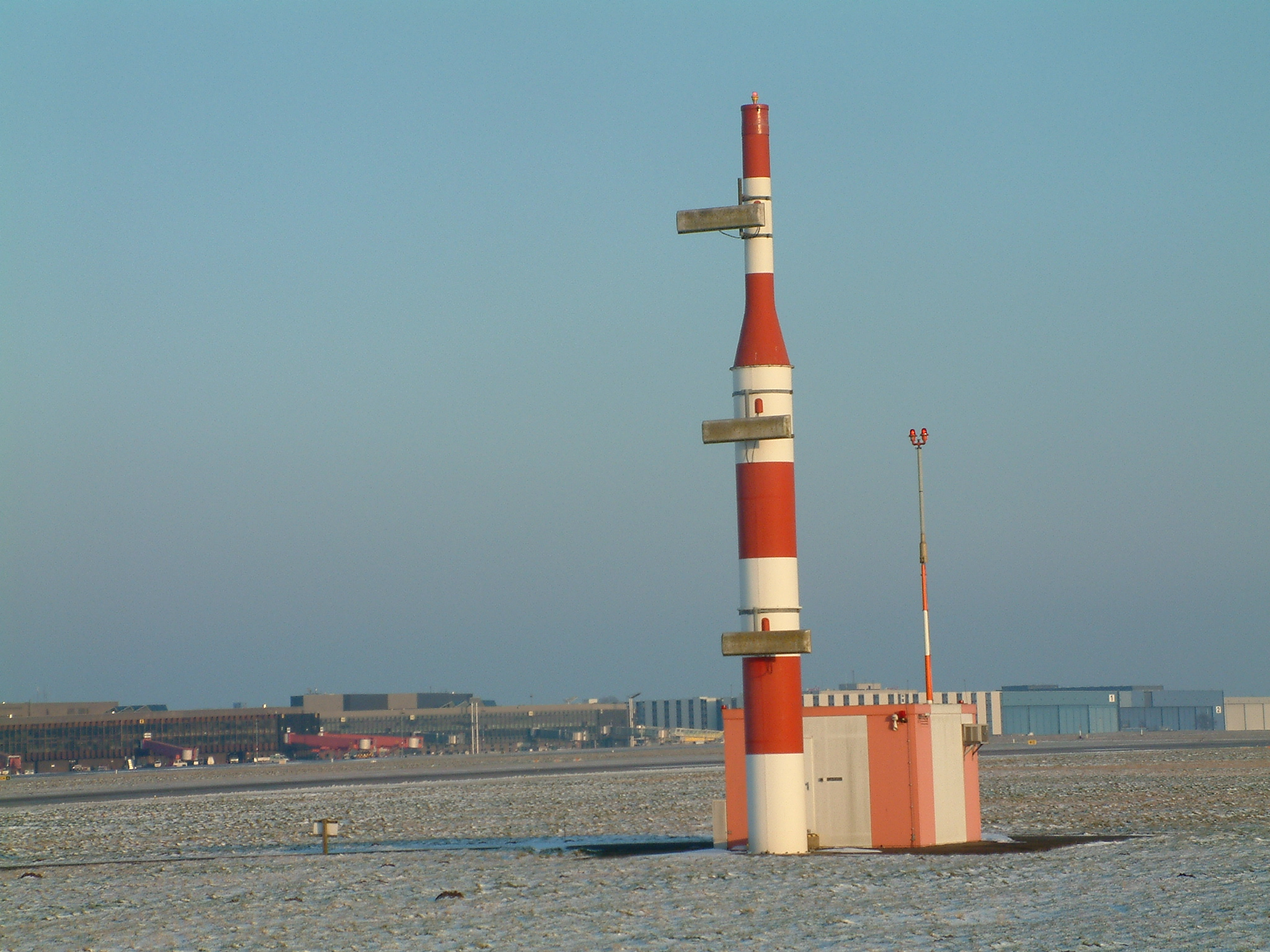
Gleitwegsender für RWY 09R des Flughafens Hannover

Die von der Antenne eines Luftfahrzeuges empfangenen Signale der ILS-Gleitwegsender (engl. ILS-Glide Path, abgekürzt ILS-GP, früher auch ILS-Glide Slope, abgekürzt ILS-GS oder kurz G/S) werden im ILS-GP-Empfänger verarbeitet und auf dem Vertical Indicator u. a. mit dem Horizontal Indicator des ILS-LLZ dem Piloten angezeigt. Es wird dem Piloten im ILS-GP-Vertical-Indicator die vertikale Abweichung referenziert auf die Horizontale angezeigt, die durch das ILS-GP-Antennen-Array definiert wird. Derzeit findet meistens ein Anflugwinkel (Anflugprofil/Gradient) um die 3 Grad Verwendung, jedoch finden vereinzelt auch andere Winkel von bis zu 4° noch Verwendung. In Ausnahmefällen kommen noch steilere Gleitwinkel zum Einsatz, die aber nicht den ICAO-Standards entsprechen und daher als Non-ICAO-Standard gekennzeichnet werden. Beim London City Airport (EGLC) wird z. B. ein Gleitwinkel von 5,5° verwendet. Solche steilen Anflugwinkel erfordern sowohl eine gesonderte Zertifikation von den Piloten für deren Nutzung, als auch Luftfahrzeuge die für diese sogenannten Steep Approaches geignet sind. Bei 3° liegt das RDH (Reference Datum Height) bei 50 ft (15 m), wodurch der Aufsetzpunkt ca. 280 m hinter der Landeschwelle (THReshold, THR) liegt.
Der ILS-GP strahlt dabei bezogen auf den Aufsetzpunkt in einem Azimutwinkel von ±8° bezogen auf die verlängerte Landebahnmitte mit bis zu 10 NM nutzbarer Reichweite ab. Abweichend von ICAO Vorgaben gibt es in Frankfurt am MainAD2 EDDF 1-16 bis 1-18 und MünchenAD2 EDMM 1-13 bis 1-14 ILS-GP die auch bis 15 NM für Anflugverfahren freigegeben sind.
Das ILS-GP-Antennen-Array steht seitlich neben der Bahn in Höhe des Aufsetzpunktes. Die Geräte sind hinter dem ILS-GP-Antennen-Array entweder in einem Shelter oder unterirdisch untergebracht. Die ILS-GP-Frequenzen bzw. ILS-GP-Kanäle liegen im Frequenzbereich zwischen 329 MHz und 335 MHz, wobei jeder ILS-GP-Kanal fest einem ILS-LLZ-Kanal zugeordnet sind (s. Darstellung der Frequenzpaarung). Benachbarte ILS-LLZ-Frequenzen sind aber nicht automatisch immer auch benachbarte ILS-GP-Frequenzen. Der Grund hierfür ist die Notwendigkeit, dass die 3. Harmonische der Signale eines ILS-LLZ-Senders nicht direkt auf oder nahe dem ILS-GP-Empfangskanal fallen, um Störungen zu vermeiden. Hierdurch würden z. B. bei 2f-ILS-LLZ-Sendern die VHF-Signale von 110,1 ±7 kHz mit bis zu ±3 kHz Bandbreite in den ILS-GP-Kanal auf 330,35 MHz fallen. Der zu dem ILS-LLZ Kanal 110,1 MHz zugehörige ILS-GP-Kanal wurde zu 334,4 MHz festgelegt. Der Pilot muss nicht ILS-LLZ- und ILS-GP-Frequenz getrennt einwählen, sondern die zugehörige ILS-GP-Frequenz wird durch Auswahl des ILS-LLZ-Kanals (bzw. der LLZ-Frequenz) automatisch selektiert. Die Senderausgangsleistungen konnten bei Röhrenendstufen und Nutzung von den damals üblichen Antennen-Arrays mit z. B. 6 Antennenelementen und damit nur einem kleinen Gewinn bis zu 60 Watt (unmoduliert) betragen.
Das Funktionsprinzip ist analog zum Landekurssender, nur sind die Strahlungskeulen des Gleitwegsenders vertikal ausgerichtet, statt horizontal wie beim Localizer. Auf der jeweiligen Trägerfrequenzen sind in Amplitudenmodulation zwei Signale mit 90 und 150 Hz mit einer Modulationstiefe von 40 % aufmoduliert, die von den Antennen so abgestrahlt werden, dass entlang des 3°-Anflugweges ein Strahlungsmaximum liegt, das Carrier Side Band (CSB, AM-Double Side Band) genannt wird. Über dieselben Antennen wird amplitudenmoduliert ein weiteres Signal ohne Trägeranteil (Zweiseitenband/unterdrückter Träger, AM-Double Side Band Suppressed Carrier – DSBSC) abgestrahlt, das sogenannte Side Band Only (SBO). Seine Strahlungsmaxima liegen unter- und oberhalb des 3°-Anflugweges, während es auf diesem zu null wird. So entstehen unterhalb und oberhalb des ILS-Geleitwinkels bzw. Anflugweges zwei Modulationsfelder, die sich in der Mitte überlagern. Der Glideslope-Empfänger im Flugzeug misst die Differenz der Modulationstiefe (Difference in the Depth of Modulation, DDM) der 90-Hz- und 150-Hz-Signale. In der Mitte, also auf dem definierten Gleitwinkel, zwischen beiden Signalen beträgt die Modulationstiefe für jede modulierte Frequenz 40 %, die Differenz bzw. das DDM wird zu Null, die waagerechte Nadel des Vertical Indicators steht in der Mitte.
Bei Abweichungen oberhalb des Gleitwinkel (Maschine zu hoch) nimmt der Modulationsgrad des 90-Hz-Signals zu, während er für das 150-Hz-Signal abnimmt. Die waagerechte Nadel des Anzeigeinstruments wandert nach unten und zeigt den Piloten, dass sie mit der Maschine tiefer gehen müssen („fly into the needle“), um wieder auf den Gleitweg zurückzukehren. Bei Abweichungen unterhalb des definierten Gleitwinkels nimmt der Modulationsgrad des 90-Hz-Signals ab, während nun das 150-Hz-Signal zunimmt, die waagerechte Nadel des Anzeigeinstruments wandert nach oben und zeigt den Piloten, dass sie Höhe gewinnen müssen.
Der Anflugwinkel bei einem ILS-Anflug CAT I liegt typischerweise zwischen 2,5 und 3,5 Grad, idealerweise 3,0 Grad. Beim ILS-Anflug nach CAT II/III muss der Gleitwinkel 3 Grad betragen. Das Anzeigegerät zeigt den Piloten an, ob sie nach oben oder unten steuern müssen, um den Aufsetzpunkt der Landebahn zu erreichen. In fast allen modernen Flugzeugen können die eintreffenden Signale des Instrumentenlandesystems vom Autopiloten verwendet werden, sodass ein Anflug automatisiert erfolgen kann. Je nach Anflugkategorie übernehmen die Piloten bereits vor der Landung die manuelle Kontrolle und landen oder nach einer automatischen Landung, wenn das Flugzeug bereits ausrollt.

#### ILS-GP-Typen
Abhängig vom Terrain, d. h. ist das Gelände eben, abfallend, befinden sich Hindernisse im ILS-GP-Nutzungsbereich oder ist das Gelände nicht für die notwendige Bildung der am Boden reflektierten Strahlen geeignet, wird nach einer Geländebegutachtung des Antennenvorgeländes und geg. einer Vorvermessung das hierfür geeignete ILS-GP-System ausgewählt.
Die Signale der Antennen in einem ILS-GP-Antennen-Array werden in verschiedenen Höhen über dem Erdboden (Above Ground Level, AGL) montiert. Durch unterschiedliche Höhen über dem Erdboden (AGL, en. Above Ground Level) jeder Antenne wird das in Richtung Erdboden abgestrahlte Signal am Erdboden bei jeder Antenne in einer anderen Entfernung vom ILS-GP-Mast am Erdboden reflektiert, bevor es am Luftfahrzeug empfangen wird. Dadurch setzen sich die am Luftfahrzeug empfangenen Signale aus den direkt und indirekt empfangenen Signalen jeder einzelnen ILS-GP-Antenne in einem ILS-GP-Array zusammen. Wenn die an der Empfänger-Antenne anliegende einmal auf dem direkten Weg und einmal auf dem indirekten Weg über eine Reflexion, z. B. am Erdboden, empfangen wird, wird dies als 2-Ray-Propagation (2-Wege-Ausbreitung bzw. Mehrwegempfang) bezeichnet wird. Alle Signale, die direkt empfangenen Signale und das reflektierte Signal überlappen am Luftfahrzeug und können sich dadurch ganz oder teilweise gegenseitig aufsummieren und damit verstärken oder ganz oder teilweise auslöschen. Dies gilt für jede einzelne der in verschiedenen Höhen angebrachten Antennen eines ILS-GP-Antennen-Arrays.
Je nach Antennen-Höhe AGL, dem Terrain vor einem ILS-GP-Antennen-Array, ist dieses eben, abfallend oder ansteigend und wie gut das Signal reflektiert wird (Stichwort Terrain Roughness und Reflection Coefficent), variiert der Reflektionspunkt und die empfangene Signalstärke und bilden bei Nutzung der gleichen Antennen und Höhen über Grund je nach Standort des ILS-GP unterschiedliche ILS-Anlagen vertikale Antennen-Diagramme.
Jede Antenne wird mit einer anderen Kombination aus den ILS-GP-Sendern CSB, SBO-Signalen mit unterschiedlicher Phasenlage gespeist. Am Luftfahrzeug überlappen sich alle direkt empfangenen und indirekt am Erdboden reflektierten Signale jeder einzelnen ILS-GP-Antenne eines ILS-GP-Arrays zum Gesamtsignal vom ILS-GP-Empfänger verarbeitet und dem Piloten angezeigt wird.
Derzeit finden folgende ILS-GP-Varianten Verwendung:
- 0-Reference (Nullbezugs-System) mit zwei Antennen am ILS-GP-Antennenmast.
- B-Reference (Seitenband-Bezugs-System) mit zwei Antennen am ILS-GP-Antennenmast. M-Systeme kommen zum Einsatz wenn das ebene Antennenvorgelände nicht die erforderliche Längenausdehnung besitzt, sondern z. B. nach >300 m mehr oder weniger steil abfällt und dadurch zu einer schlechten Struktur des ILS-GP-Kurses führen könnte
- M-System (Capture-Effekt-Antennensystem) 2f-ILS-GP-System mit drei Antennen am ILS-GP-Antennenmast. M-Systeme kommen zum Einsatz wenn das Gelände nicht auf der gesamten Länge eben ist, Unebenheiten aufweist oder wenn im Anflugbereich reflektierende Geländeunebenheiten vorhanden sind, die zu einer schlechten Struktur des ILS-GP-Kurses führen könnte.

### Einflugzeichen (ILS-Marker)

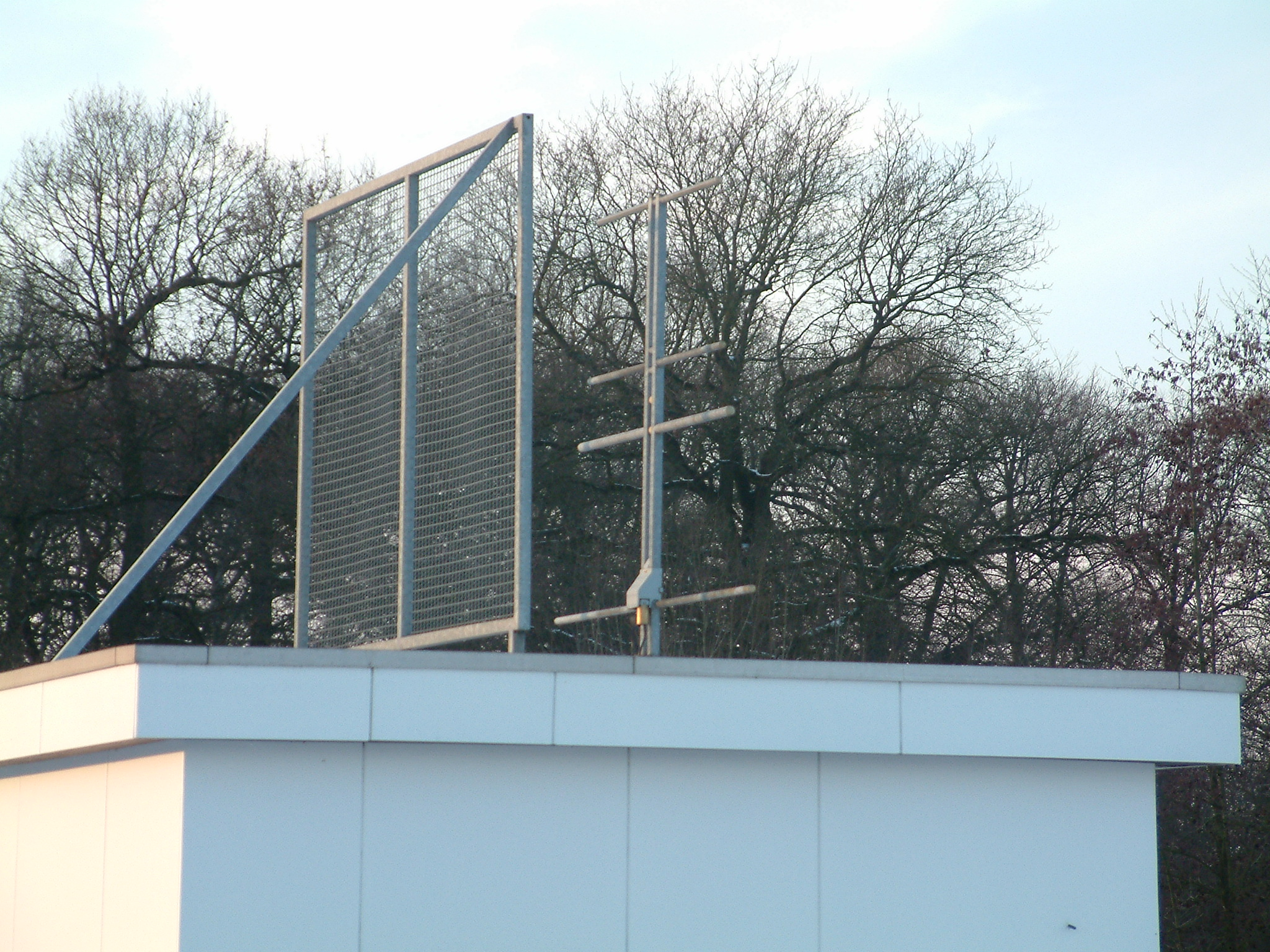
Middle-Marker-Sender Hannover RWY EDDV 09L

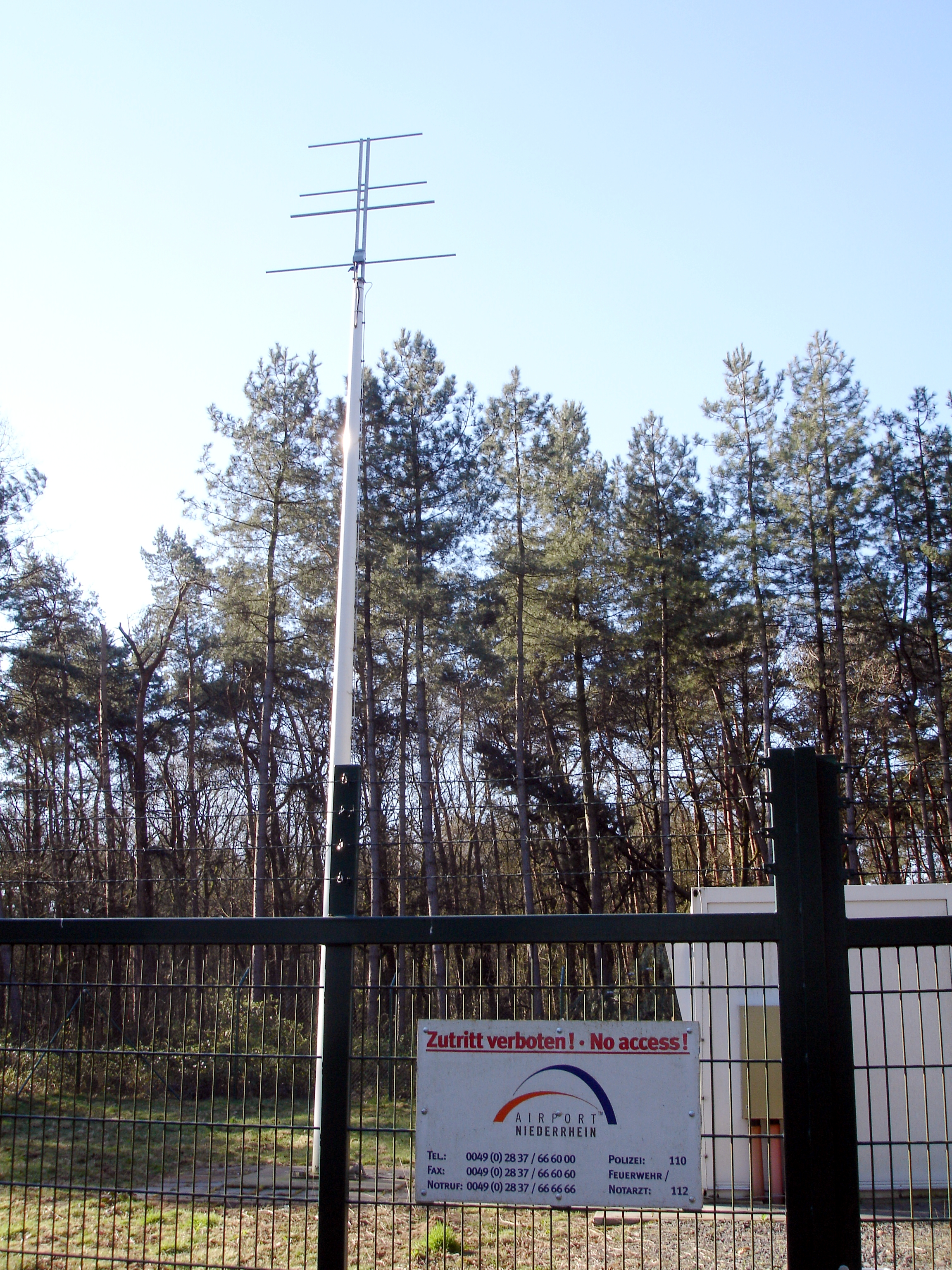
Outer-Marker-Sender RWY EDLV 27 des Verkehrsflughafens Niederrhein (Airport Weeze)

Einflugzeichen oder Marker sind Funkfeuer, die auf dem Anflugweg mit einer Sendeleistung von 0,2 bis 0,5 Watt senkrecht nach oben abstrahlen. Der Empfang beim Überflug stellt eine weitere Verifikation eines ordnungsgemäßen Anfluges dar. Alle Marker senden auf der Frequenz 75 MHz.
Im Endanflug werden nacheinander folgende ILS-Marker überflogen:
- ILS-OM (ILS-Outer-Marker, dt. VorEinflugZeichen oder VEZ),
- ILS-MM (ILS-Middle-Marker, dt. HauptEinflugZeichen oder HEZ)
- ILS-IM (ILS-Inner-Marker, dt. Platzeinflugzeichen), das weltweit nicht mehr gebräuchlich ist und in Deutschland keine Verwendung mehr findet.

Die Positionierung der ILS-Marker bezogen auf den THReshold (THR, Landeschwelle) ist beim
- ILS-OM 7200 m ± 300 m (entspricht 4 NM) vor dem Threshold[24] Nr.3.1.6.6.1.3
- ILS-MM 1050 m ± 150 m vor dem Threshold[24] Nr.3.1.6.6.1.12
- ILS-IM 75 m ±8 m vor dem Threshold, wenn aufgebaut[24] Nr.3.1.6.6.1.1

Beim Überflug unterscheiden sich die Marker durch eine Kennung aus Punkten, Strichen oder beidem, sowie der Farbe der blinkenden Anzeige, die beim ILS-OM "Blue" (ursprünglich "Purple"), beim ILS-MM "Amber" und beim ILS-IM "White" ist.
Zusätzlich kann die aurale Identifikation der Marker auch abgehört werden, wobei die Tonhöhe zunimmt und die verwendeten Zeichen gefühlt schneller werden. Die Dauer, in der eine Anzeige bzw. Empfang der Hörbarkeit aurale Identifikation der Marker ermöglicht, hängt sowohl von der verwendeten ILS-Marker-Antenne als auch von der Landegeschwindigkeit ab. Für den ILS-OM ist die Empfangsdauer bei einer Landegeschwindigkeit von 96 knots (dt. Knoten) 12 s ±4 s und beim ILS-MM bei 96 knots (dt. Knoten) 6s ±4 s.

#### ILS-Outer-Marker (ILS-OM oder LOM)

Blaue Outer-Marker-Leuchte, (ursprünglich Purple)

Das Voreinflugzeichen, der Outer Marker, sofern er überhaupt noch als Bestandteil eines ILS aufgebaut wird und nicht durch ein DME/N ersetzt wurde, steht 7200 m ± 300 m vor der Landeschwelle und strahlt vertikal nach oben. Die Identifikation erfolgt beim ILS-OM durch Ein-/Aus-Tastung eines 400-Hz-Tons auf einem amplitudenmodulierten Träger (CDSB) durch aufeinander folgende Striche, mit einer Geschwindigkeit von 2 Strichen pro Sekunde. Nr. 3.1.7 c)
Im Cockpit sind beim Überflug des ILS-OM dementsprechend Punkte mit einem 1300-Hz-Ton („– · – · – ·“) zu hören und die blaue (purple) Anzeige „Voreinflugzeichen“ leuchtet auf. Die Farbe des OM-Marker-Lichts war ursprünglich "Purple" Nr. 6.6.2.i und wurde erst später auf "Blau" geändert. Der Outer Marker dient zur Kontrolle des Höhenmessers (barometrisch).
Bei einem ILS-Anflug muss sich das Flugzeug am OM auf dem Gleitpfad befinden. Daher ist auf jeder Anflugkarte die am OM erforderliche Flughöhe über der Landebahn angegeben. Steht der OM ca. 4 NM vor der Landeschwelle und soll der Anflugwinkel 3 Grad betragen, so muss die Maschine beim Überflug des OM noch eine HGT von 1320 ft (ca. 400 m) haben. Die Berechnung lautet: 4 NM × 318 ft/NM + 50 ft Schwellenüberflughöhe (RDH).
Outer-Marker-Sound: 

#### ILS-Middle-Marker (ILS-MM)
Das Haupteinflugzeichen, der Middle Marker, sofern er überhaupt noch als Bestandteil eines ILS aufgebaut wird und nicht durch ein DME/N ersetzt wurde, steht 1050 m ± 150 m vor der Landeschwelle und strahlt vertikal nach oben. Die Identifikation erfolgt beim ILS-MM durch Ein-/Aus-Tastung eines 1.300-Hz-Tons auf einem amplitudenmodulierten Träger (CDSB) durch abwechselnd aufeinander folgende Punkte und Striche, mit einer Geschwindigkeit von 2 Strichen pro Sekunde und 6 Punkten pro Sekunde. Nr. 3.1.7 b)
Im Cockpit sind beim Überflug des ILS-MM dementsprechend abwechselnd Punkte und Striche mit einem 1300-Hz-Ton („– · – · – ·“) zu hören und die gelbe Anzeige „Haupteinflugzeichen“ leuchtet auf.

Gelbe Middle-Marker-Leuchte

Middle-Marker-Sound: 

#### ILS-Inner-Marker (ILS-IM)
Das Platzeinflugzeichen, der Inner Marker wird, sofern er überhaupt noch als Bestandteil eines ILS aufgebaut wird, 75 m ±8 m vor dem Threshold (dt. Landeschwelle) aufgebaut und strahlt vertikal nach oben. Nr.3.1.6.6.1.1 Die Identifikation erfolgt beim ILS-IM durch Ein-/Aus-Tastung eines 3.000-Hz-Tons auf einem amplitudenmodulierten Träger (CDSB) durch aufeinander folgende Punkte, mit einer Geschwindigkeit von 6 Punkten pro Sekunde. Nr. 3.1.7 b)
In Deutschland werden seit längerem keine ILS-IM mehr aufgebaut und finden auch weltweit in der zivilen Luftfahrt kaum noch Anwendung. In der militärischen Luftfahrt finden Inner Marker jedoch noch Anwendung. Diese stehen dann unmittelbar an der Landeschwelle und senden vertikal nach oben, mit Amplitudenmodulation mit einem 3000 Hz, Geschwindigkeit 6 Punkte pro Sekunde. Nr. 3.1.7 a)
Im Cockpit sind beim Überflug des ILS-IM dementsprechend Punkte mit einem 3.000-Hz-Ton („· · · · · · · “) zu hören und die weiße Anzeige „Platzeinflugzeichen“ leuchtet auf.

Weiße Inner-Marker-Leuchte

Inner-Marker-Sound: 

### ILS-DME
Immer häufiger werden bestehende Marker durch ein DME/N (engl. Distance Measuring Equipment/Narrow Spectrum) ergänzt und damit zu einem ILS/DME aufgewertet, oder werden durch ein DME/N ergänzt oder ganz ersetzt. Sofern ein ILS mit einem DME/N zu einem ILS/DME gepaart wird, muss eine Frequenzpaarung der ILS- und der DME-Frequenzen gemäß Vorgaben in ICAO Annex 10 erfolgen. Table A. Das DME liefert die Schräg-Entfernung (en. Slant Range Distance) in nautischen Meilen bezogen auf die Landeschwelle auf einer numerischen Anzeige im Cockpit. Je nach betrieblichen Anforderungen können DME-Antennen mit (bi-)direktionalem oder rundstrahlendem Antennendiagramm zum Einsatz kommen. Bei Abstrahlung in nur einer Anflugrichtung wird die DME-Antenne in der Regel am Mast der Gleitwegantenne angebracht und es werden direktionale Antennendiagramme verwendet.
Ein DME/N kann aber auch für beide Anflugrichtungen einer Landebahn verwendet werden, sofern beide Anflugrichtungen dieselben ILS/DME-Frequenzen nutzen. In diesem Fall werden der DME/N-Transponder und die DME-Antenne i. d. R. auf halber Runway-Länge neben der Landebahn platziert. Es können rundstrahlendende oder bi-direktional strahlende DME zum Einsatz kommen. Die Schrägentfernung variiert dabei je nach Runway-Länge zwischen den Aufsetzpunkten und dem eingestellten Schrägentfernungs-Offset des DME/N und wird in den Anflugverfahren veröffentlicht.

### ILS Compass Locator
An den Standorten der OM und MM können zusätzlich NDB als Compass Locator (LO) für Approach- und Departure-Verfahren aufgebaut sein. Fig.14 Compass Locator haben eine Coverage mit Reichweiten zwischen 10 NM (18,5 km) und 25 NM (46,3 km). Nr. 3.4

### Anflugbefeuerung
Die Anflugbefeuerung ist ein System von Lichtern, die dem Piloten kurz vor der Landung das Erkennen der Landebahn ermöglichen. Es gibt verschiedene Ausführungen, die sich im Aufbau (Nichtpräzisionsanflüge, CAT I oder CAT II/III) unterscheiden.

### Optische Signalisierung des Gleitpfads (VASI/PAPI)
Als weitere Möglichkeit zur Kontrolle des richtigen Gleitweges, vor allem für Anflüge bei Dunkelheit, können zusätzlich optische Systeme vorhanden sein. Dies sind VASI (Visual Approach Slope Indicator) und PAPI (Precision Approach Path Indicator), die sich vor allem durch ihre einfache Handhabung auszeichnen, jedoch naturgemäß beide auf eine genügende Flugsicht angewiesen sind.

## Bordkomponenten

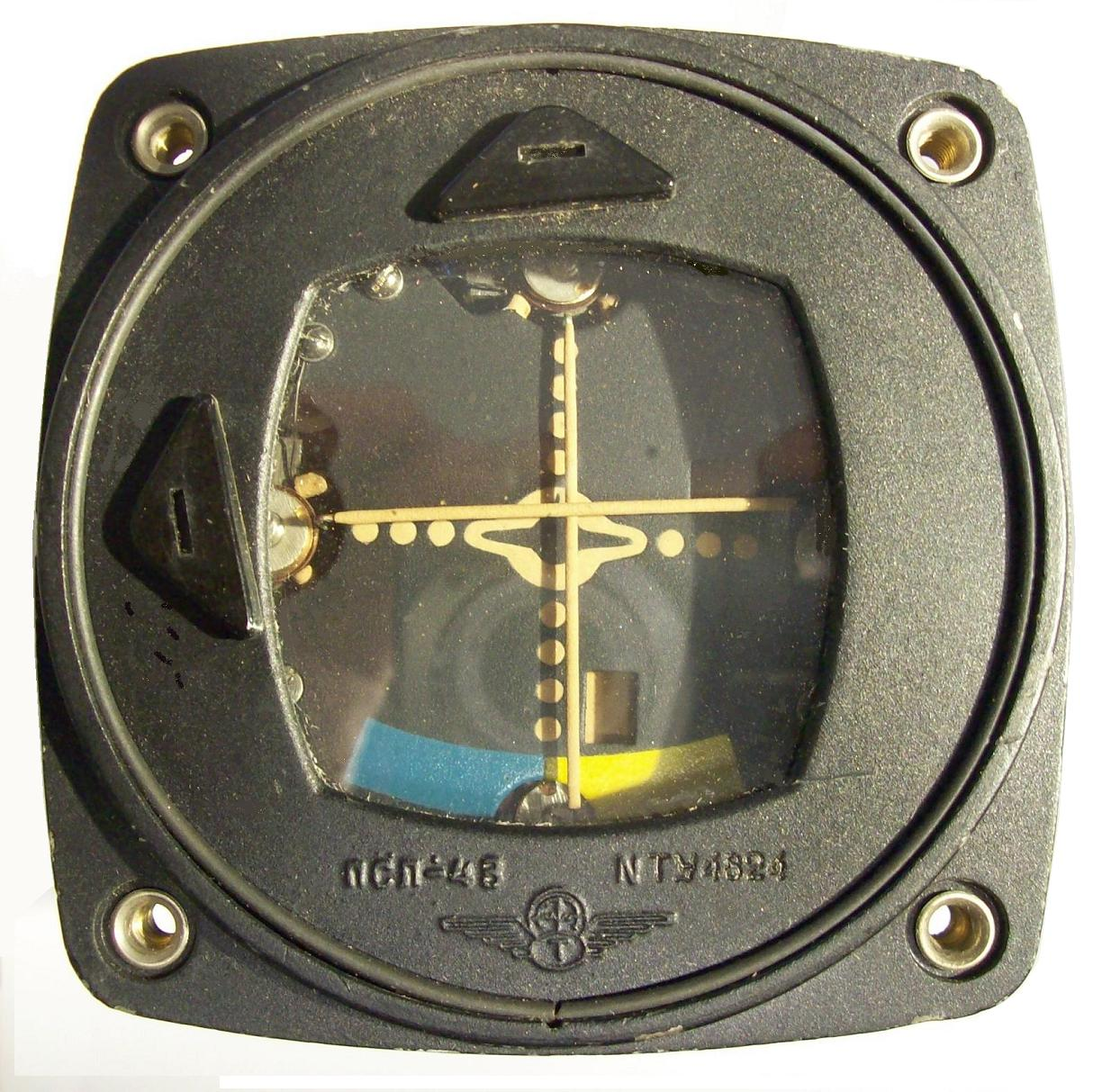
Kreuzzeigerinstrument (Sowjetunion ca. 1964). Die Marker befinden sich jeweils rechts bzw. unten neben den Zeigerenden.

An Bord befinden sich zumindest Empfänger für den ILS-LLZ, ILS-GP, ILS-Marker und DME, die notwendigen Anzeigen, wobei in Verkehrsflugzeugen dem Piloten und Co-Piloten jeweils eigene Anzeigen zur Verfügung stehen, sowie aurale Ausgabe für die ILS-LLZ-Identifikation und der ILS-Marker.
In einem Cockpit mit analogen Instrumenten wird auf einem Kreuzzeigerinstrument, oder kurz Kreuzzeiger, mindestens der Landekurs und Gleitweg angezeigt, jedoch können auch weitere Informationen, z. B. Marker oder die zum DME/N gemessene Schrägentfernung integriert sein. Das Kreuzzeigerinstrument besitzt mindestens zwei sich bei idealem Landekurs im rechten Winkel befindlichen Zeigern, zwei Flaggen für ILS-LLZ und ILS-GP, die Auskunft geben, ob die Anzeige auf korrekt empfangenen Signalen oder ob das ILS-LLZ- oder ILS-GP-Signal zu schwach ist oder nicht ausgestrahlt wird oder ein Anzeigefehler vorliegt. Die Zeigerabweichungen von der Mitte zeigen die Richtung der erforderlichen Anflugkorrektur.
Bei modernen Verkehrsflugzeugen mit Glascockpit werden alle Informationen auf den Multifunktions-Displays dargestellt und können als Datenquelle für den Flight Director verwendet werden.

## Ausrüstungsvorschrift der Bordanlagen für ILS-Anflüge
Zur Durchführung von Anflügen nach Instrumentenflugregeln (IFR) wird gemäß §3 der FSAV § 3 (Flugsicherungsausrüstungsverordnung gemäß Änderung vom 17. Dezember 2018) folgende Ausrüstung zum Empfang der Signale des Instrumenten-Landesystems (ILS) und DME gefordert:
- ein Empfangsgerät für die Signale von ILS-Landekurssender (ILS-Localizer, dt. ILS-Landekurssender), das nach gültigem internationalen Standard geforderte Störfestigkeit gegenüber UKW-Rundfunksendern (FM-Immunity) aufweist[6] § 3, Abs.2, Nr.1
- ein Empfangsgerät für die Signale von ILS-GP (ILS-Glide Path, dt. ILS-Gleitweg) Flugnavigationsanlagen[6] § 3, Abs.2, Nr.2
- ein Empfangsgerät für die Signale von Marker Flugnavigationsanlagen (für ILS- und En-Route-Marker, dt. Einflugzeichen)[6] § 3, Abs.2, Nr.3
- ein Anzeigegerät für die gemeinsame Anzeige der Signale der ILS-LLZ- und ILS-GP-Flugnavigationsanlagen[6] § 3, Abs.2, Nr.4

zur Abfrage der Slant-Range Distance (dt. Schrägentfernung) von bei Anflugverfahren genutzten DME/N-Transpondern
- ein DME-Interrogator[6] § 3, Abs.2, Nr.5

## ILS-Kategorien
Wie bei jedem Instrumentenanflug ist auch beim ILS-Anflug das Erreichen der Entscheidungshöhe (engl. Decision Height, DH bzw. Decision Altitude, DA) der Moment, in dem die Cockpitbesatzung des anfliegenden Luftfahrzeugs über die weitere Durchführung des Anfluges entscheidet. Sind bei Erreichen der Entscheidungshöhe die (Sicht-)Bedingungen (der fliegende Pilot muss die Landebahn oder Teile der Anflugbefeuerung erkennen) für das Fortsetzen des Anfluges nicht gegeben, muss der Anflug abgebrochen und durchgestartet werden (Fehlanflug, engl. go around). 
Präzisionsanflüge, zu denen auch der ILS-Anflug zählt, werden, abhängig von verschiedenen Faktoren, in unterschiedliche Kategorien eingeteilt:
CAT IEinfachste Kategorie mit einer Entscheidungshöhe von 200 ft (60 m) über Grund oder mehr und einer Landebahnsicht (engl. Runway Visual Range, RVR) von mindestens 550 m oder einer Bodensicht von 800 m (die Bodensicht wird durch eine von der Behörde bevollmächtigte Person festgestellt) Nr. 4.2.8.3 b) 1),  Nr.2.2.2.2 a)
CAT IIMittlere Kategorie mit einer Entscheidungshöhe zwischen 100 ft und weniger 200 ft über Grund (30–60 m) und einer RVR von mindestens 300 m. Nr. 4.2.8.3 b) 2),  Nr.2.2.2.2 b)
CAT IIIJe nach technischer Ausstattung und Hindernisfreiheit des Flugplatzes ist CAT III noch einmal in CAT IIIa, CAT IIIb und CAT IIIc unterteilt: Nr. 4.2.8.3 b) 3),  Nr.2.2.2.2 c)
CAT IIIaEntscheidungshöhe zwischen 0 ft und weniger als 100 ft über Grund und RVR mindestens 175 m
CAT IIIbEntscheidungshöhe kleiner als 50 ft über Grund und RVR weniger als 175 m, jedoch mindestens 50 m
CAT IIIcKeine Entscheidungshöhe (0 ft) und keine RVR (0 m). Noch nicht zugelassen, da auf den Rollbahnen eine Mindestsichtweite benötigt wird.

### Technische Ausrüstung
Der Ausfall bestimmter Komponenten des Flugzeugs im Flug (zum Beispiel des Radarhöhenmessers) reduziert unmittelbar die Fähigkeit des Flugzeugs, Anflüge höherer Kategorien durchzuführen, was in grenzwertigen Wetterlagen das Ausweichen des Flugzeugs vom eigentlichen Zielflugplatz zu einem Alternativziel erforderlich macht. Die ILS-Signale der Flugplätze müssen periodisch mittels Messflügen geprüft werden, da zum Beispiel Gebäude und Baukräne diese stören können.
Ein Beispiel für eine solche ILS-Störung ist ein Zwischenfall auf dem Flughafen München im Jahre 2011. Die Anflüge wurden unter ILS CAT I durchgeführt. Ein startendes Flugzeug verursachte Reflexionen der ILS-Signale. Durch Überlagerung mit dem reflektierten Signal wurde das zur Navigation genutzte ILS-Signal verfälscht. Daraufhin steuerte der Autopilot die Boeing 777, welche ohne Rücksprache mit der Flugsicherung unter CAT IIIB angeflogen wurde, noch vor dem Aufsetzen nach links; das Flugzeug kam von der Landebahn ab.
Höhere ILS-Kategorien bedingen somit eine größere Staffelung der Luftfahrzeuge im Anflug und die Kapazität der Flugplätze ist so deutlich reduziert. Ebenso haben die Schutzzonen am Boden (critical und sensitive area) größere Ausmaße als bei CAT I und die rollenden Flugzeuge müssen an einem weiter von der Landebahn entfernten Haltepunkt anhalten als bei CAT I oder bei Sichtanflügen. Bei CAT I sind dies 90 m, bei CAT II/III 150 m.
CAT IFür die Durchführung eines Anflugs nach CAT I muss die Cockpitbesatzung eine Instrumentenflugberechtigung (engl. Instrument Rating, I/R) besitzen und das Flugzeug für Instrumentenflüge ausgestattet und zugelassen sein (dies sind heutzutage viele Motorflugzeuge). Die Landung als solche muss aber von den Piloten manuell, das heißt von Hand gesteuert, durchgeführt werden. Piloten mit einer solchen Berechtigung müssen solche Flüge nach Instrumentenflugregeln (IFR) regelmäßig durchführen, ansonsten verlieren sie unter anderem die Berechtigung für CAT-I-Anflüge.
CAT IIEine besondere Ausbildung bzw. Berechtigung der Besatzung ist notwendig. Ein Autopilot muss nicht vorhanden sein, der Anflug wird aber selten von Hand geflogen. Instrumente müssen zweifach vorhanden sein (je eine unabhängige Anzeige des Landekurses/Gleitpfads für Kapitän und Ersten Offizier). Ein Radar-Höhenmesser (Radar-Altimeter) ist ebenfalls notwendig.
CAT IIILandungen nach CAT III müssen zwingend durch mehrfach vorhandene Autopiloten des Flugzeugs gesteuert werden (engl. auto coupled landing). Diese steuern unabhängig voneinander das Flugzeug unter Verwendung von ILS-Signalen, die unabhängig voneinander empfangen werden (Redundanz). Die Cockpitbesatzung sowie die Fluggesellschaft müssen über eine spezielle Berechtigung verfügen. Der Autopilot muss unter anderem per Radarhöhenmesser in der Lage sein, das Flugzeug bei der Landung selbsttätig zum Ausschweben (engl. flare) abzufangen und aufzusetzen, ab CAT IIIb muss er auch nach dem Aufsetzen beim Bremsen und Ausrollen per Bugradsteuerung dem Localizer folgen, um das Flugzeug auf der Landebahnmitte zu halten.
Eine Ausnahme davon bilden einige Flugzeuge mit Head-Up-Display, so z. B. der Canadair Regional Jet (CRJ), welche auch für manuell gesteuerte CAT-III-Anflüge zugelassen sind.
Erste Flugzeuge mit CAT-III-Fähigkeiten
Aufgrund der vorherrschenden Wetterbedingungen in Europa, vor allem aber in Großbritannien, fand die Entwicklung von CAT-III-fähigen Flugzeugen zunächst in Europa statt. So gehörte in den 1980er Jahren die CAT-III-Fähigkeit noch nicht zur serienmäßigen Ausstattung US-amerikanischer Flugzeuge. Hingegen übernahmen Boeing und Alaska Airlines die Pionierrolle bei CAT-III-Landungen mit Head-Up-Display.
Die Sud Aviation Caravelle wurde im Dezember 1968 für CAT-III-Anflüge zugelassen. Darauf folgte die Hawker-Siddeley Trident (IIIa 1972, IIIb 1975). Die erste manuelle CAT-III-Landung auf einem Passagierflug erfolgte im Jahr 1989 (Boeing 727 der Alaska Airlines).

## Sonderfälle

### Continuous Descent Approach-Anflugverfahren
Anflugverfahren, die einen Continuous Descent Approach nutzen, d. h. sich kontinuierlich im Sinkflug befinden wurden zwar schon Ende des letzten Jahrhunderts, z. B. von der BFS in Deutschland erprobt, kamen aber erst mit Veröffentlichung des "ICAO Continuous Descent Manual", ICAO DOC-9931 zum Einsatz. Vorteile von einem Continuous Descent Approach sind eine Reduzierung des Fluglärms und Reduzierung des Kraftstoffverbrauchs gegenüber einem stufenweisen Sinkflug, bei dem zwischen Sinkflugphasen auf horizontalen Stücken mit höherer Leistung geflogen werden muss. Die DFS hat an allen großen internationalen Flughäfen in Deutschland mittlerweile Continuous Descent Approach-Anflugverfahren eingeführt.

### ILS-LLZ only-Anflugverfahren
„ILS-LLZ only“ Anflugverfahren sind Nicht-Präzisionsanflüge da kein ILS-GP vorhanden ist, und nur eine horizontale Führung  durch ein ILS-LLZ erfolgt. „ILS-LLZ only“ Anflugverfahren sind im "ICAO-Doc-8168-Volume II" dokumentiert. chapter 1, LOC ONLY

### ILS-LLZ only-Back course approach-Anflugverfahren
„ILS-LLZ only“ Back course approach-Anflugverfahren unter Nutzung eines optional abgestrahlten Backbeams eines ILS-LLZ der in die Gegenrichtung strahlt, wobei diese Anflüge nicht von ICAO in "ICAO-DOC-8162-II" standardisiert sind. Ebenso wie bei „ILS-LLZ only“ Anflugverfahren erfolgt keine Unterstützung durch ein ILS-GP, sondern nur eine vertauschte horizontale Führung durch den  optional abgestrahlten Backbeams eines ILS-LLZ der in die Gegenrichtung strahlt. Dadurch sind im optinal abgestrahlten Backbeam, also bei einem 180° versetzten Anflug auf ein ILS-LLZ die 90-Hz- und 150-Hz-Signale vertauscht, weshalb die Fly-Left-/Fly-Right-Angaben des ILS-Indicators nicht genutzt werden können. Sie führen in die entgegengesetzte Richtung wie bei einem Standard ILS-LLZ-Anflug, und führen damit bei einem Anflug nicht auf die verlängerte Landebahnmitte, sondern davon weg. 
Nur wenn der ILS-Empfänger und -Indicator über die Möglichkeit verfügt, durch Drücken des, sofern vorhandenen, B/CRS-Buttons die 90-Hz- und 150-Hz-Information zu vertauschen, konnte die ILS-LLZ-Kursinformation auch korrekt genutzt werden. Zeitweise wurde auf diese Weise das optional abgestrahlte Back-Beam-Signal eines ILS-LLZ für einen Quasi-"ILS-LLZ Only"-Anflug verwendet, wenn für die benötigte Anflugrichtung kein ILS-LLZ zur Verfügung steht.
„ILS-LLZ only“ Back course approach-Anflugverfahren wurden, wenn überhaupt, weitestgehend nur auf militärischen Plätzen verwendet.

### "Non ICAO Standard"-Gleitwinkel
In Ausnahmefällen kommen Anflüge mit noch steilern Gleitwinkeln zur Anwendung, die aber nicht den ICAO-Standards entsprechen und daher als "Non-ICAO-Standard" gekennzeichnet werden. Beim London City Airport (EGLC) wird z. B. ein Gleitwinkel von 5,5° verwendet. Solche steilen Anflugwinkel erfordern sowohl eine gesonderte Zertifizierung von den Piloten für deren Nutzung, als auch Luftfahrzeuge, die für diese sogenannten Steep Approaches geeignet sind.

### Instrument Guidance System
Der ILS-Flugpfad muss nicht zwingend zu einer Landebahn führen. Im Fall des ehemaligen Flughafens Kai Tak (Hongkong) führte das sogenannte IGS (Instrument Guidance System) zu einem markierten und beleuchteten Hügel („Checkerboard Hill“), worauf die Piloten zum Sichtanflug auf die Landebahn 13 abdrehten.

### Maritime Mobile-Nutzung
Auch einige militärisch genutzte Schiffe (engl. Maritime Mobile Vessels) z. B. Flugzeugträger können über Anflughilfen verfügen. Diese können optisch, mittels Laser oder Ground-Controlled Approach (GCA) erfolgen. Die letzten ¾ Seemeilen (1,4 km) müssen visuell geflogen werden.

## Weitere Systeme für Anflug bzw. Landung
Systeme die durch Aussendung von Radar-Signalen dem Fluglotsen die notwendige Informationen liefert, damit er den Piloten über VHF-Flugfunk (VHF-COMmunication, VHF-COM) die notwendige Anweisungen für den Landeanflug liefern kann sind :
- Surveillance Radar Element (SRE), wodurch Nicht-Präzisionsanflüge (engl. Non-Precision Approach)[4] Nr. 2.1.5.1 Note 2 auf ein, oder mehrere Landebahnen und/oder Anflugrichtungen möglich sind durch Nutzung von SRE-Radar-Sensoren
- Precision Approach Radar (PAR, dt. Präzisionsanflugradar), welches zwar nicht mehr an zivilen Flugplätzen verwendet wird und auch nur noch zum Teil an militärischen Plätzen, wobei für jede Anflugrichtung ein eigener PAR-Sensor notwendig. Es sind Präzisionsanflüge bis zu CAT I / CAT II[4] Nr. 3.2 und Nr. 2.1.5 möglich, da PAR nach wie vor noch ein von ICAO standardisiertes System ist.

Ein System, das durch lokale Aussendung von Navigationssignalen zum Präzisionsanflug im Frequenzbereich zwischen 5000 MHz und 5150 MHz auf eine Anflugrichtung begrenzte Signale für Präzisionsanflüge (CAT I, CAT II und CAT II) aussendet ist das:
- Microwave Landing System (MLS, dt. Mikrowellenlandesystem), welches eine verbesserte Genauigkeit gegenüber dem ILS-System besitzt und auch Präzisionsanflüge in den Kategorien CAT I, CAT II und CAT II ermöglicht. Die weltweite Einführung wurde von ICAO jedoch ausgesetzt, da die Nutzung von GNSS-basierten Systemen unter Nutzung von zusätzlichen Korrektursignalen Ende des letzten Jahrhundert als vielversprechende Alternativen angesehen wurden. Dennoch wurde MLS z. B. in London-Heathrow zur Erhöhung der Kapazität gegenüber ILS[31] oder für militärische (oft auch transportable) Anwendungen genutzt.

Systeme, die regional die Positionsgenauigkeit und z. T. auch die Integrität der GNSS-Signale durch zusätzliche Signale von geostationären Satelliten verbessern, aber zu deren Empfang jedoch eine Sichtverbindung zu den jeweils regional genutzten Satelliten benötigen, sind die untereinander funktionsmäßig äquivalenten Systeme:
- europäisches European Geostationary Navigation Overlay Service (EGNOS), welches auf Europa begrenzt ist.
- amerikanisches Wide Area Augmentation System (WAAS), welches auf die USA begrenzt ist und mit dem Landeanflüge der Kategorie LPV200 bereits möglich sind. LPV200 entspricht mit einer Entscheidungshöhe von 200 Fuß der Kategorie CAT I bei ILS. Auch in Deutschland existieren bereits an einigen Flugplätzen LPV-Anflüge. Die Bezeichnung LPV steht für Lateral Precision with Vertical Guidance. Es gehört zur ICAO-Kategorie APV (Approach with Vertical Guidance), einem Landeanflug ohne Bodenunterstützung.
- japanisches MSAS
- indisches GAGAN

Flughafen-spezifisches Systeme, die "ILS-Look-Alike"-Präzisionsanflug-Verfahren ermöglichen, strahlen lokal vom Boden aus Signale zur Verbesserung der Positionsbestimmung mit GPS im VHF-Frequenzbereich 108,000 MHz bis 117,950 MHz (VHF-Daten-Link, VDL) aus:
- Differential GPS (DGPS), welches bis zur Standardisierung von dem auf DGPS aufbauenden und von ICAO standardisierten GBAS-System für Tests und Erprobungen vereinzelt in Europa genutzt wurde. Ein Beispiel dafür sind die in Norwegen installierten Special-CAT-I-DGPS-Systeme.[32]

- Ground Based Augmentation System (GBAS, vor Standardisierung durch ICAO "DGPS" genannt) benötigt, zusätzlich zum Empfang von Signalen von GNSS Satelliten, den Empfang eines VHF-Daten-Signals mit Korrekturdaten zur Verbesserung der Zuverlässigkeit ausgestrahlt werden. Das amerikanische Äquivalent ist als Local-Area Augmentation System (LAAS) von ICAO standardisiert und erlaubt prinzipiell Landeanflüge bis zu Kategorie CAT III. Bisher gibt es jedoch lediglich GBAS-Anlagen die für die Kategorien CAT I und CAT II zugelassen sind. Am Flughafen Frankfurt ist seit Juli 2022 ein für die CAT-II-Landung zugelassenes GBAS in Betrieb.[5] AD2 EDDF 1-18 bis 1-19 Bisher wurden, wenn überhaupt, weitestgehend nur GBAS-Systeme zusätzlich zu bereits existierenden ILS-Systemen an Flugplätzen aufgebaut. Es gibt jedoch bisher weltweit noch keinen vollwertigen Ersatz von ILS durch GBAS-Systeme.

Daneben gibt es weitere, aber nicht von ICAO für die internationale Nutzung standardisierte Systeme, die z. T. auch in größerem Umfang genutzt wurden, z. B. das in Russland teilweise noch gebräuchliche militärische Instrumentenlandesystem RSBN/PRMG. Es wurden noch weitere Systeme entwickelt bzw. fanden sich in der Erprobung, wie z. B. TACAN-Data-Link, SETAC oder Transponder Based Landing System, kamen aber, wenn überhaupt, nur vereinzelt zum Einsatz.

## ILS in Deutschland

### Internationale Verkehrsflughäfen
Die DFS hat an 15 deutschen rechtmäßigen internationalen Flughäfen 45 ILS-Systeme, davon ist 1 ILS-System NOCAT, da ILS-LLZ only, 15 Systeme CAT I und 32 Systeme CAT II oder CAT III. Überprüfung mit ziviler AIP Germany, 31. Oktober 2024. Der aktuelle Ausrüstungsstand kann in der jeweils aktuell gültigen AIP GERMANY eingesehen werden.
- Berlin-Brandenburg, EDDB, ILS/DME06L (CAT III), ILS/DME 06R (CAT III), ILS/DME 24L (CAT III), ILS/DME 24R (CAT III)[5]AD2 EDDB 1-11 ff
- Bremen, EDDW, ILS+MM 09 (CAT III), ILS+MM 27 (CAT III)[5]AD2 EDDW 1-8
- Dresden, EDDC, ILS+MM 04 (CAT I), ILS/DME+LO 22 (CAT III)[5]AD2 EDDC 1-8 ff
- Düsseldorf, EDDL, ILS/DME 05L (CAT I), ILS/DME 05R (CAT III), ILS/DME 23L (CAT III), ILS/DME 23R (CAT III)[5]AD2 EDDL 1-11
- Erfurt-Weimar, EDDE, ILS/DME 09 (CAT I)[5]AD2 EDDE 1-7
- Frankfurt-Main, EDDF, ILSDME 07C (CAT III), EDDF, ILSDME 07L (CAT III), ILS/DME 07R (CAT III), ILS/DME 25C (CAT III), ILS/DME 25L (CAT III), ILS/DME 25R (CAT III), Redundanzanlagen der Landebahn Nordwest ILS/DME 07Y (CAT I), ILS/DME 25Y (CAT I)[5]AD2 EDDF 1-16 ff1-7
- Hamburg, EDDH, ILS+MM 05 (CAT I), ILS/DME 15 (CAT I), ILS+OM+MM 23 (CAT III)[5]AD2 EDDH 1-11
- Hannover, EDDV, ILS+MM 09L (CAT III), ILS/DME 09R (CAT I), ILS/DME 09R (CAT I), ILS/MM 27L (CAT I), ILS/MM 27R (CAT I)[5]AD2 EDDV 1-10 ff
- Köln/Bonn, EDDK, ILS+OM+MM 13L (CAT III), ILS/DME 24 (CAT I), ILS/DME 31R (CAT III)[5]AD2 EDDH 1-14
- Leipzig/Halle, ILS/DME 08L (CAT III), ILS+MM 08R (CAT III), ILS+MM 26L (CAT III), ILS+MM 26R (CAT III)[5]AD2 EDDP 1-13
- München, EDDM, ILS/DME 08L (CAT III), ILS/DME 08R (CAT III), ILS/DME 26L (CAT III), ILS/DME 26R (CAT III)[5]AD2 EDDM 1-13 ff
- Münster/Osnabrück, EDDG, ILS/DME 07 (CAT I), ILS/DME 25 (CAT III)[5]AD2 EDDG 1-8
- Nürnberg, EDDN, ILS/DME 10 (CAT I), ILS-LLZ only 28y (CAT NOCAT), ILS/DME 28 (CATIII)[5]AD2 EDDN 1-7 ff
- Saarbrücken, EDDR, ILS/DME 27 (CAT I)[5]AD2 EDDR 1-7
- Stuttgart, EDDS, ILS/DME 07 (CAT III), ILS/DME 25 (CAT III)[5]AD2 EDDS 1-10

### Regionalflugplätze
In Deutschland existieren weitere Verkehrsflughäfen bzw. -landeplätze, die mit einem Instrumentenlandesystem ausgestattet sind, davon ist 1 ILS-System NOCAT, da ILS-LLZ only, 22 Systeme CAT I und Systeme CAT II oder CAT III. Überprüfung mit ziviler AIP Germany, 31. Oktober 2024. Der aktuelle Ausrüstungsstand kann in der jeweils aktuell gültigen AIP GERMANY eingesehen werden.
- Augsburg, EDMA, ILS+MM 25 (CAT I)[5]AD2 EDMA 1-6
- Braunschweig-Wolfsburg, EDVE, ILS/DME 26 (CAT I)[5]AD2 EDVE 1-7
- Dortmund, EDLW, ILS/DME+OM+MM 06 (CAT II), ILS/DME 24 (CAT II)[5]AD2 EDLW 1-7
- Frankfurt-Hahn, EDFH, ILS+OM+MM 03 (CAT I), ILS+OM+MM 21 (CAT III)[5]AD2 EDFH 1-8
- Friedrichshafen, EDNY, ILS+MM 06 (CAT I), ILS+OM+MM 24 (CAT III)[5]AD2 EDNY 1-7
- Karlsruhe/Baden-Baden, EDSB, ILS+OM+MM 03 (CAT I), ILS+OM+MM 21 (CAT III)[5]AD2 EDSB 1-7
- Kassel-Calden, EDVK, ILS+MM 09 (CAT I), ILS+MM 27 (CAT III)[5]AD2 EDVK 1-7
- Kiel-Holtenau, EDHK, ILS+OM+MM 08 (CAT I), ILS+OM+MM 26 (CAT I)[5]AD2 EDHK SB 1-6
- Leipzig-Altenburg, EDAC, ILS+OM+MM 22 (CAT I)[5]AD2 EDAC 1-6
- Lübeck-Blankensee, EDHL, ILS/DME 07 (CAT I), ILS+OM+MM 25 (CAT I)[5]AD2 EDHL 1-7
- Memmingen, EDJA, ILS/DME 06 (CAT I), ILS/DME 24 (CAT I)[5]AD2 EDJA 1-6
- Mannheim, EDFM, ILS-LLZ only 27 (NOCAT)[5]AD2 EDFM 1-7
- Mönchengladbach, EDLN, ILS+MM 13 (CAT I), ILS+MM 31 (CAT I)[5]AD2 EDLN 1-9
- Niederrhein, EDLV, ILS+OM+MM 27 (CAT III)[5]AD2 EDLV 1-7
- Paderborn/Lippstadt, EDLP, ILS/DME 06 (CAT I), ILS/DME 24 (CAT I)[5]AD2 EDLP 1-7
- Schwäbisch Hall, EDTY, ILS+MM 28 (CAT I)[5]A EDTY 1-7
- Siegerland, EDSG, ILS+MM 31 (CAT I)[5]AD2 EDGS 1-7
- Sylt, EDXW, ILS/DME+OM+MM 32 (CAT I)[5]AD2 EDXW 1-7

### Militärflugplätze
Die Bundeswehr betreibt auf elf ihrer 21 Flugplätze ein oder zwei ILS-Systeme. Der aktuelle Ausrüstungsstand kann in der jeweils aktuell gültigen MIL AIP GERMANY eingesehen werden
- Altenstadt - ETHA, GAM, ohne ILS[35]
- Büchel, ETSB, GAF, ohne ILS[35]
- Bückeburg – ILS 25, GAM, CAT I,  abgerufen am 6.Juli.2025[35]
- Celle  - ETHC, GAM, ohne ILS[35]
- Diepholz - ETND, GAF, ohne ILS
- Fassberg, ETHd, GAM, ohne ILS[35]
- Fritzlar - ETHF, GAM, ohne ILS[35][35]
- Hohn – ETNH, GAF, ILS 25, CAT I, abgerufen am 6.Juli.2025[35]
- Holzdorf – ETSH, GAF, ILS 27, CAT I, abgerufen am 6.Juli.2025[35]
- Ingolstadt/Manching – ETSI, WTD 61, ILS 24, CAT I, abgerufen am 6.Juli.2025[35]
- Laage – ETNL, GAF, ILS 09, CAT I, ILS 25, CAT I, abgerufen am 6.Juli.2025[35]
- Laupheim, ETHL, GAF, ohne ILS[35]
- Lechfeld ETSL, GAF, ohne ILS[35]
- Meppen -  ETWM, WTD 91, ohne ILS[35]
- Neuburg – ETSN, GAF, ILS 27, CAT I, abgerufen am 6.Juli.2025[35]
- Niederstetten – ETHN, GAM,  ILS 25, CAT I, abgerufen am 6.Juli.2025[35]
- Nordholz – ETMN, GNY, ILS 25, CAT I, abgerufen am 6.Juli.2025[35]
- Nörvenich – ETNN, GAF, ILS 24, CAT I, abgerufen am 6.Juli.2025[35]
- Schleswig - ETNS, GAF, ohne ILS[35]
- Wittmundhafen - ETND, GAF, ILS 26, CAT I, abgerufen am 6.Juli.2025[35]
- Wunstorf – ETNW, GAF, ILS 08, CAT I,  ILS 26, CAT I, abgerufen am 6.Juli.2025[35]

Nato, der aktuelle Ausrüstungsstand kann in der jeweils aktuell gültigen MIL AIP GERMANY eingesehen werden
- Geilenkirchen – ETNG, NATO, CAT I, abgerufen am 6. August 2025

Gaststreitkräfte
- Spangdahlem Air Base – ETAD, USAF, abgerufen am 6.August.2025[36]
- Ramstein Air Base – ETAR, USAF, abgerufen am 6.August.2025[37]
- Wiesbaden - ETOU, USAM,  abgerufen am 6.August.2025[38]

Instrumentenanflüge von Luftfahrzeugen der Bundeswehr erfolgen jedoch meist über ungerichtete Funkfeuer (Hubschrauber) bzw. TACAN- oder ARA-Anflüge (Airborne Radar Approach) (jeweils Kampfflugzeuge) oder mit Hilfe des jeweils flugplatzeigenen Präzisionsanflugradars. Lediglich Transportflugzeuge bzw. zivile Mitbenutzer der Flugplätze nutzen überwiegend das ILS.

### Sonstige Flugplätze mit ILS
Der aktuelle Ausrüstungsstand kann in der jeweils aktuell gültigen AIP GERMANY eingesehen werden.
- Flugplatz Hamburg-Finkenwerder (Sonderlandeplatz), EDHI, ILS+OM+MM (CAT II), ILS-23 (CAT I)[5]AD2 EDHI 1-7 ff
- Flugplatz Lahr (Sonderflughafen), EDTL, ILS+MM 21, (CAT I)[5]AD2 EDTL 1-6
- Flugplatz Oberpfaffenhofen (Sonderflughafen), EDMO, ILS/DME 22 (CAT I)[5]AD2 EDMO 1-6

## ILS in der Schweiz
Die Flughäfen mit Kategorie-III-Anflügen sind Zürich (RWY 14 und 16), Genf (RWY 05 und 23) sowie der auf französischem Boden liegende Flughafen Basel-Mulhouse (RWY 15). Diese drei sogenannten Landesflughäfen bieten zusätzlich auch ILS Cat I. Les Eplatures, Sion, Dübendorf, Emmen, Bern und Altenrhein verfügen über ILS Cat I, und Lugano hat als Besonderheit einen IGS-Anflug auf die Piste 01. Ein ILS der Kategorie II existiert in der Schweiz nicht.